# Art
Pour les articles homonymes, voir ART.
Cet article concerne le concept philosophique. Pour les différents arts, voir Arts.
Pour l’article ayant un titre homophone, voir Arrhes.

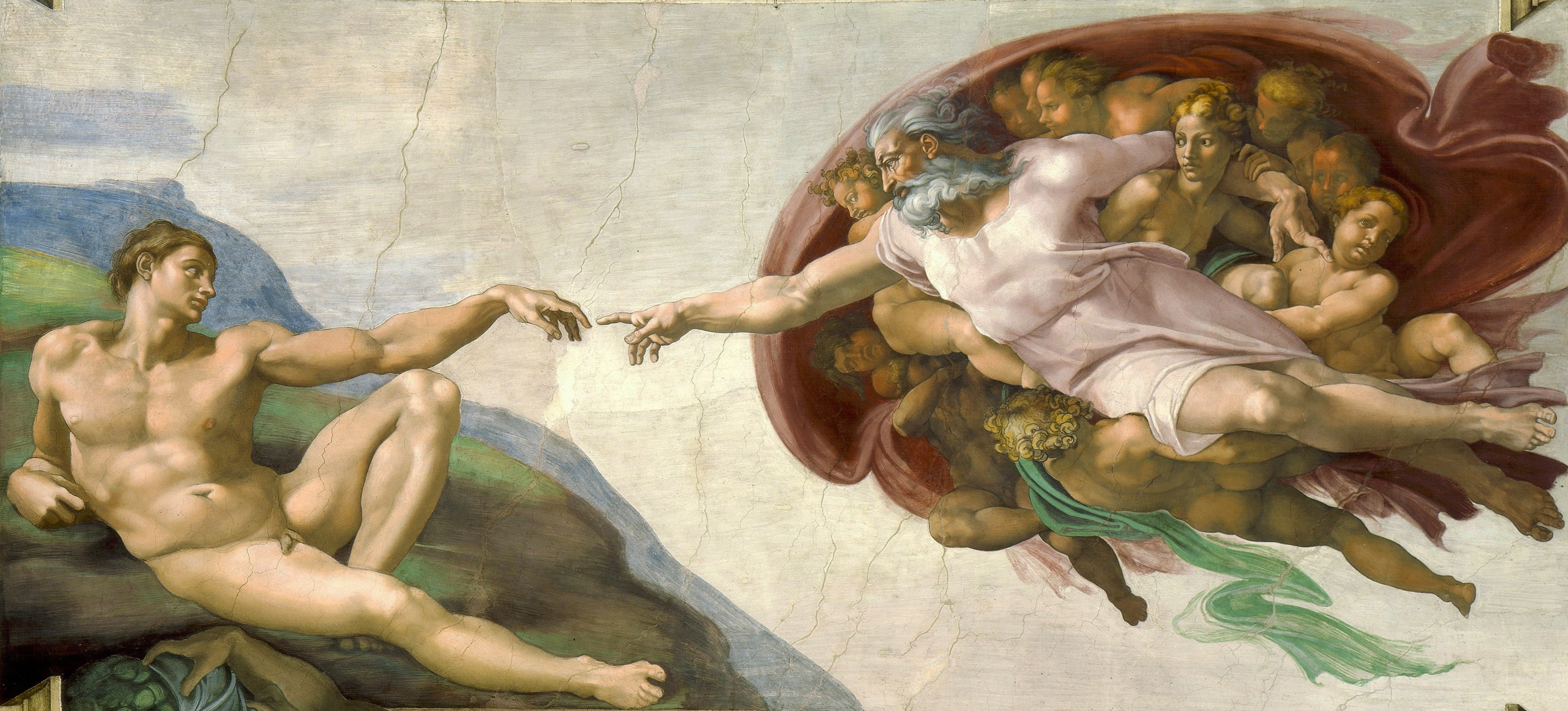
La Création d'Adam. Michel-Ange, 1508-1512. Plafond de la chapelle Sixtine, dans la cité du Vatican.

L'art est une activité, le produit de cette activité ou l'idée que l'on s'en fait, qui s'adresse délibérément aux sens, aux émotions, aux intuitions et à l'intelligence. On peut affirmer que l'art est le propre de l'humain ou de toute autre conscience, en tant que découlant d'une intention, et que cette activité n'a pas de fonction pratique définie. On considère le terme « art » par opposition à la nature « conçue comme puissance produisant sans réflexion », et à la science « conçue comme pure connaissance indépendante des applications ».

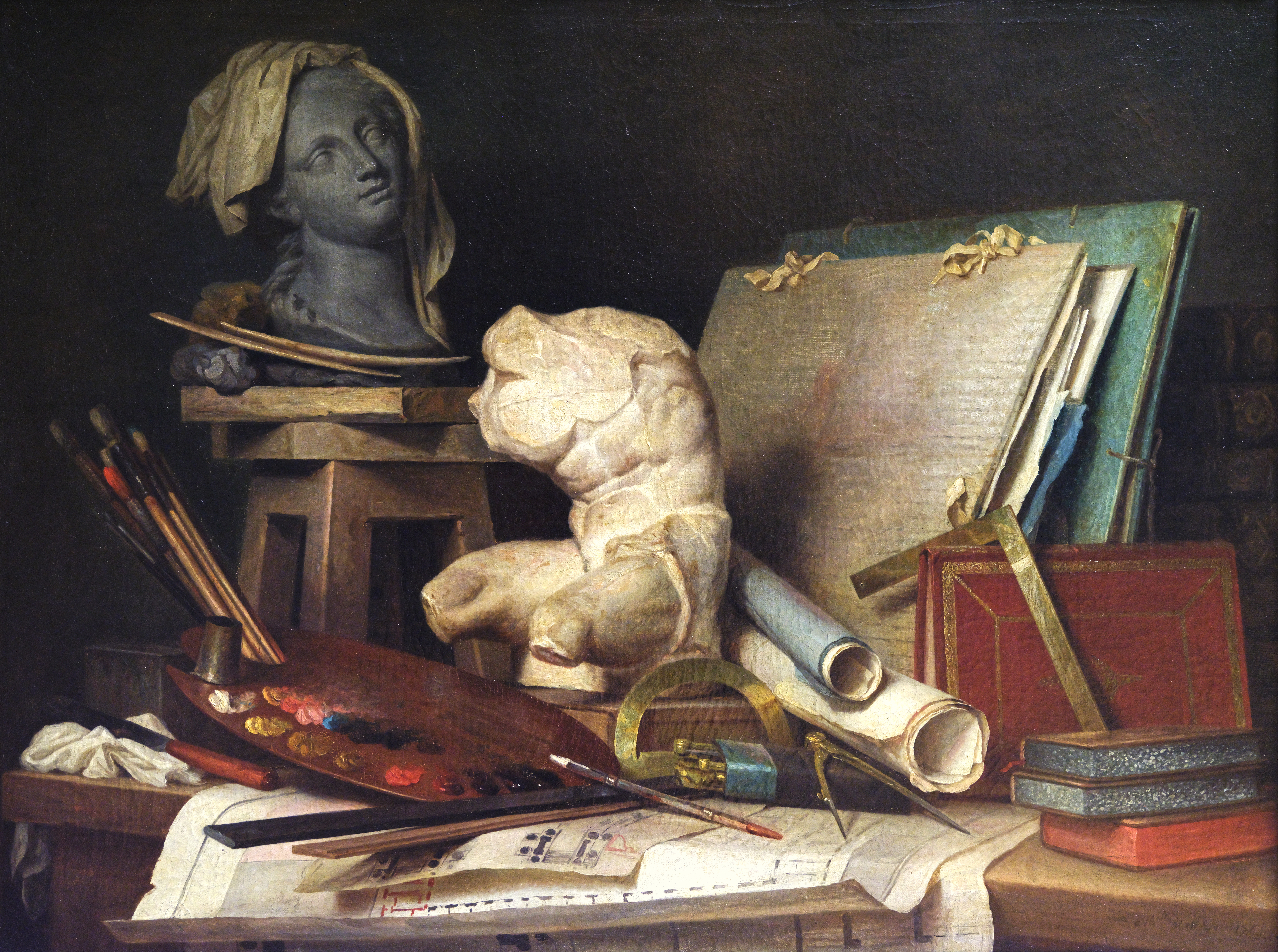
Les Attributs de la peinture, de la sculpture et de l'architecture par Anne Vallayer-Coster, musée du Louvre.

Effectivement, les définitions de ce concept varient largement selon les époques et les lieux, et aucune d'entre elles n'est universellement acceptée. Ainsi, pour Marcel Mauss, « un objet d'art, par définition, est l'objet reconnu comme tel par un groupe ». C'est pourquoi les collections de productions artistiques peuvent être classées et appréciées diversement selon les cultures, les auteurs, les institutions et les époques.
En Europe, depuis la fin du XVIIIe siècle, ce terme recouvre principalement les produits dits des « beaux arts » tels que la sculpture, l'architecture, les arts graphiques (dont la peinture ou le dessin), et aussi la musique, la danse, la poésie (à prendre au sens classique du terme, le mot poésie désignant à la fois la poésie lyrique, qui correspond au sens moderne de la poésie, la poésie tragique, c'est-à-dire le théâtre et la poésie épique) et la littérature. On y ajoute depuis, parmi d'autres, l'image en mouvement (le cinéma, la télévision, l'art numérique), le spectacle vivant (le théâtre, le mime), la photographie, la bande dessinée, et, plus largement encore, la mode, bien que celle-ci soit plus couramment associée au domaine de l'artisanat de par son usage et sa fonctionnalité. La classification des arts n'est toutefois pas universelle et rechercher une classification unanime semble impossible, voire un anachronisme.
Cette conception de l'art comme activité autonome, comme production par des artistes d'objets que l'on s'accorde à trouver beaux d'après une préférence de goût, date des XVIIIe et XIXe siècles. Mais on considère souvent que l'art moderne et contemporain ont délaissé le cantonnement aux seules notions de « beau » ou de « style intemporel » pour plus généralement chercher à interpeller voire « déranger » l'observateur, par exemple par la transgression ou la rupture,.
Au XXIe siècle, on assiste à la fois à la prolifération de la notion d'art (absorbant les civilisations anciennes, intégrant différents supports et obligeant à parler d'« arts », le tout avec des productions en expansion planétaire exponentielle[réf. nécessaire]) et en même temps à son dépassement par la civilisation du tout-écran, qui mêle tout. Un tel phénomène incite à donner des repères et à ne pas appliquer la notion occidentale d'« art » à l'ensemble de ce qui a une visée esthétique sur tous les continents. Pour ce faire, il importe d'établir la chronologie et la géographie des productions dans une histoire générale de la production humaine.

La Joconde, Léonard de Vinci, musée du Louvre.

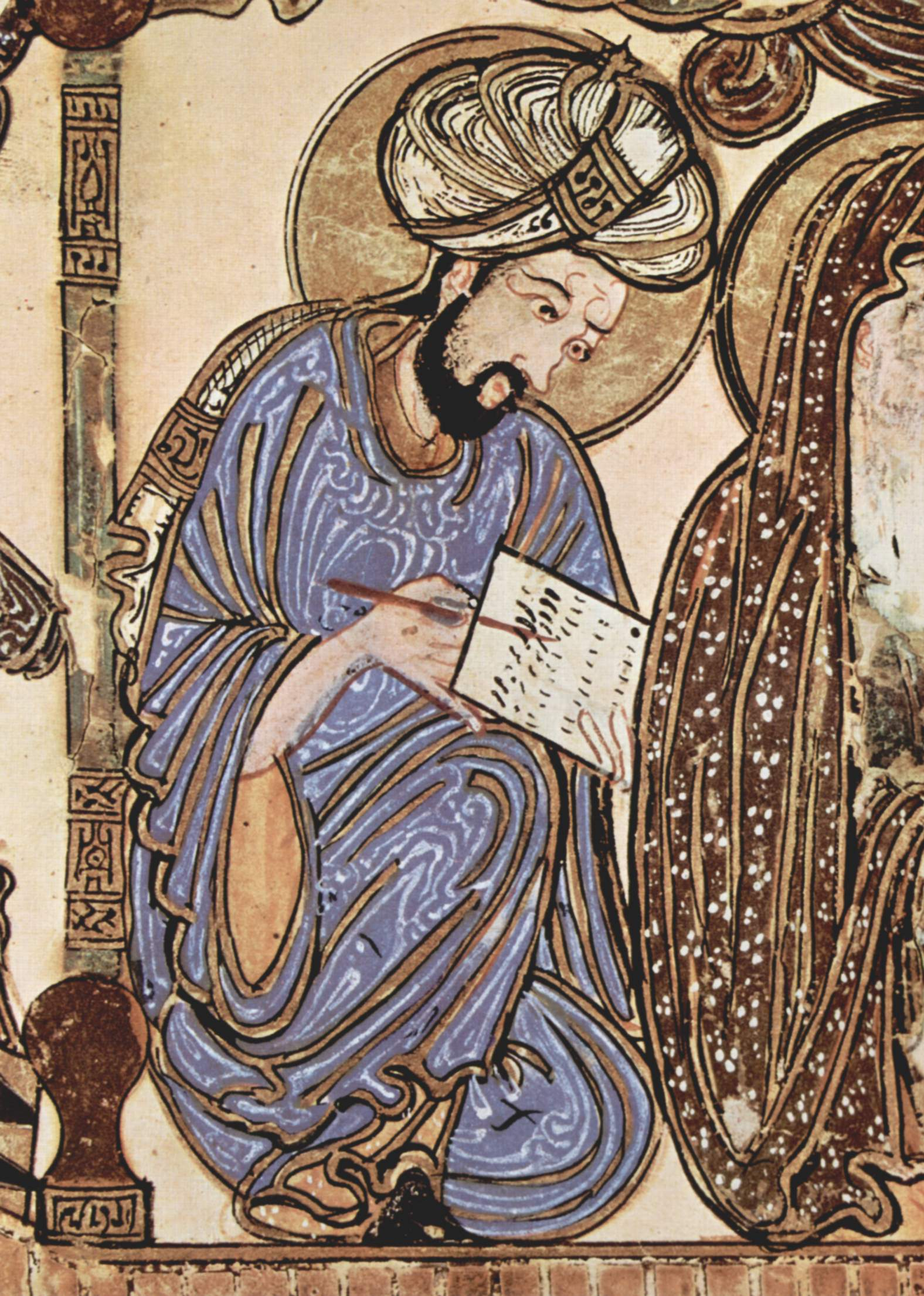
Détail d'une peinture arabe du XIII.

## Étymologie et évolution du sens
Le mot français « art » dérive du latin ars, artis qui signifie « habileté, métier, connaissance technique ». Selon le Dictionnaire des concepts philosophiques, p. 50, « Ars peut également signifier « métier, talent », mais aussi « procédé, ruse, manière de se conduire » et seulement tardivement « création d'œuvres », terme traduisant le grec tekhnè. La signification du terme art s'est historiquement déplacée du moyen vers le résultat obtenu ». Voir aussi « Art » dans Vocabulaire européen des philosophies : dictionnaire des intraduisibles, dir. Barbara Cassin, Seuil, Dictionnaires le Robert, 2004  (ISBN 2-02-030730-8) (extraits en ligne).

## Art et philosophie

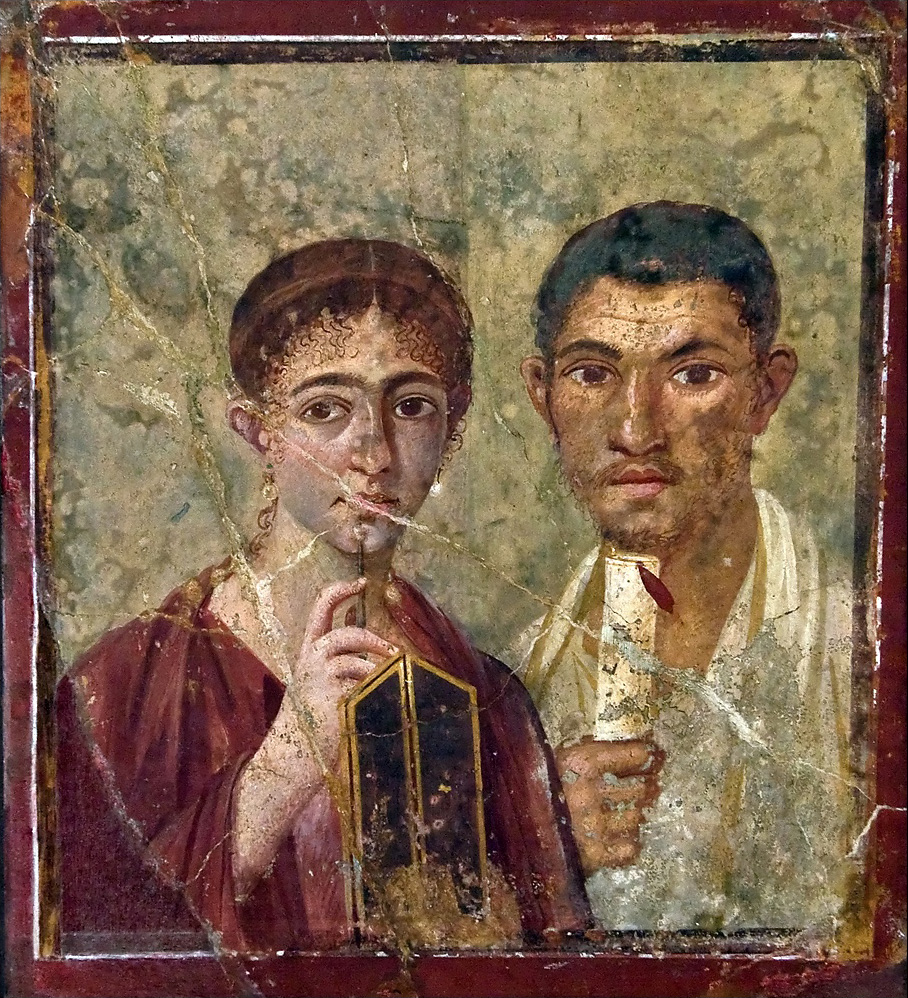
Pompéi, Maison VII, 2, 6 : Paquius Proculus et son épouse. Musée archéologique national de Naples, fresque du Ier siècle.

Depuis au moins l'antiquité, la philosophie s'interroge sur la nature de l'art.
Platon dans l'Ion et l'Hippias majeur ou Aristote dans la Poétique s'interrogent sur l'art en tant que beau. Toutefois, l'esthétique antique diffère parfois notablement des esthétiques postérieures et le mot grec τέχνη (technè), qui est l'équivalent le plus proche du français « art », désigne dans la Grèce antique l'ensemble des activités soumises à certaines règles. Il englobe donc à la fois des savoirs, des arts et des métiers. Les muses grecques ne sont pas toutes associées aux arts tels qu'ils seront définis par la suite et la poésie, par exemple, n'est pas une « technè »[réf. nécessaire].
La civilisation romaine ne distingue pas non plus clairement le domaine de l'art de celui des savoirs et des métiers bien que Cicéron et Quintilien y aient contribué par leurs réflexions. Ainsi, chez Galien, le terme d'« art » désigne un ensemble de procédés servant à produire un certain résultat :
« Ars est systema præceptorum universalium, verorum, utilium, consentientium, ad unum eumdemque finem tendentium. »
« L'art est le système des enseignements universels, vrais, utiles, partagés par tous, tendant vers une seule et même fin. »
Dans cette acception du mot, qui a prévalu jusqu'à la fin du Moyen Âge, l'art s'oppose à la fois à la science conçue comme pure connaissance, indépendante des applications, et à la nature qui produit sans réfléchir. À l'idée de règle de production s'ajoute la considération de l'effort requis dans cette activité. Lorsque le mot est employé, il lui est généralement attaché une épithète qui le précise pour former des expressions telles que « arts libéraux », « arts mécaniques », « art militaire », etc.. Et s'il arrive parfois que les arts libéraux soient visés par l'emploi du mot non qualifié « ars », on est encore bien loin du sens contemporain ; l'astronomie était un « art libéral » tandis que le spectacle de « theatrica » restait un « art mécanique ».
Jusqu'à la Renaissance, il n'y a pas de différence précise entre l'artiste et l'artisan : on appelle « artiste » un artisan dont la production est d'une qualité exceptionnelle. La différence ne commencera à devenir plus précise que lorsque les artistes commenceront à s'émanciper des corporations pour faire allégeance aux académies et à la commande nobiliaire. C'est alors que le sens maintenant familier du mot « art » commence à se dégager : non seulement de nombreuses techniques s'en séparent, mais de plus, après la découverte des règles de la perspective, l'aspect visuel y prendra une importance croissante.
C'est du siècle des Lumières que date la notion d'art aujourd'hui communément admise. Partant d'une réflexion sur les sens et le goût, une conception basée sur l'idée de beauté finit par s'établir. Avec Emmanuel Kant émerge une théorie de l'art définissant l'esthétique, dont les principes seront repris par le mouvement romantique. L'importance de l'observation de règles passe alors au second plan tandis que l'intention de l'artiste, qui vise nos sens et nos émotions, devient primordiale.

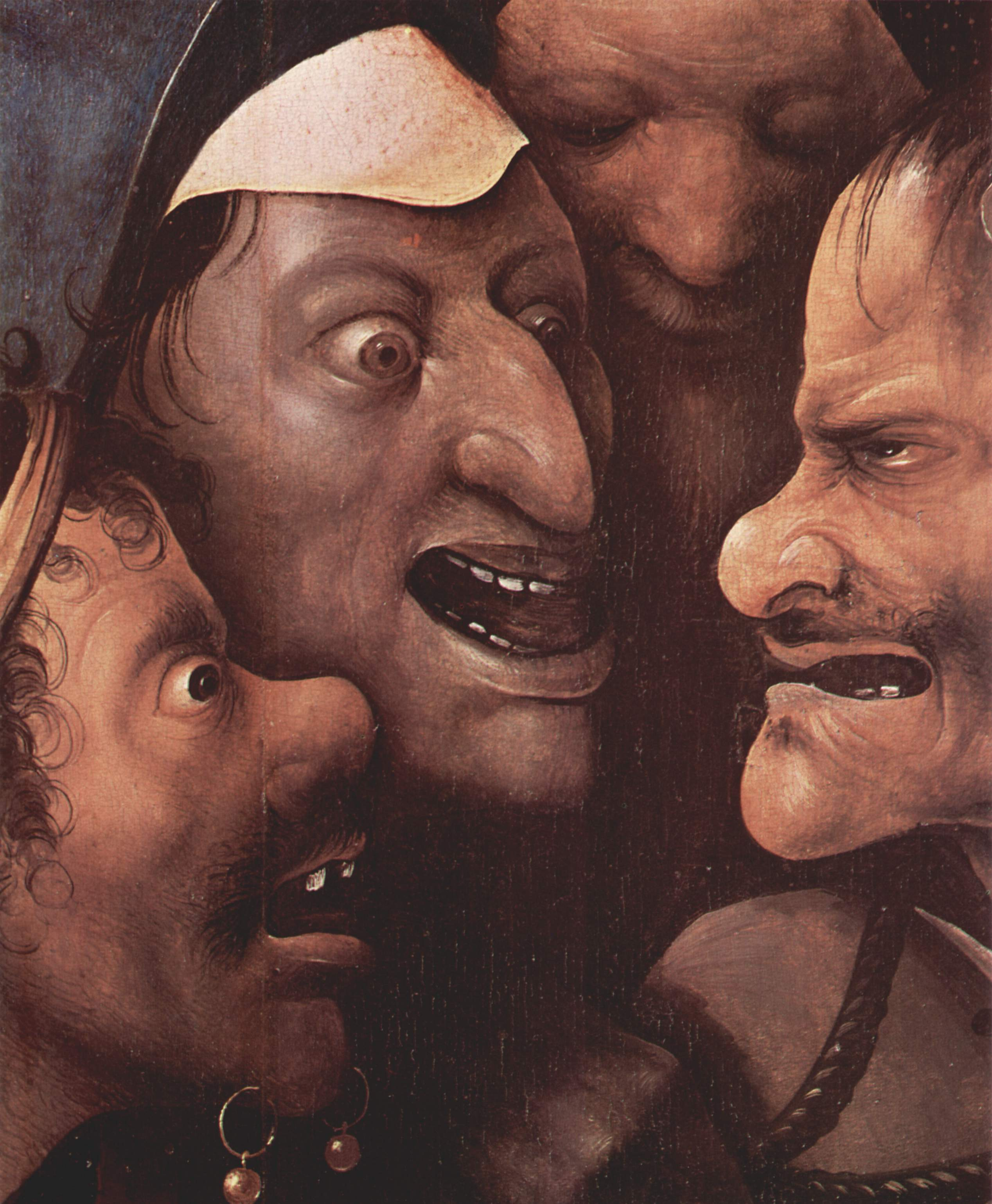
Jérôme Bosch, Kruisdraging (détail).

Mais le XXe siècle, par ses pratiques et ses idéologies, remet en question tout ce qui avait pu être retenu au siècle précédent. Il conteste en particulier l'existence d'une essence de l'art qui se retrouverait à travers les âges et les civilisations, et donc le rêve d'une définition universelle. Il souligne également le caractère parfois ambigu du rapport entre « beauté » et « art », par exemple lorsque l'œuvre d'art représente la nature de manière effrayante, voire repoussante.
C'est pourquoi le discours européen contemporain sur l'art comporte un risque d'anachronisme dans la mesure où, selon ce discours, l'art impliquerait une intention qui n'existe pas forcément en d'autres époques ou en d'autres lieux. L'Art préhistorique par exemple, se réfère à des éléments artistiques comme des peintures ou des sculptures, mais aucun texte ne précise si ces éléments étaient destinés à la contemplation, à des célébrations rituelles ou à d'autres usages. Dans certaines cultures (par exemple indienne ou chinoise), de tels textes existent, mais il est difficile de déterminer dans quelle mesure les concepts utilisés, notamment ceux traduits en français par les mots « juste » ou « beau », sont identifiables à ceux utilisés en Occident. L'introduction d'une hypothèse d'art inconscient ou involontaire pourrait permettre de contourner ce type de difficultés.
On donne souvent des listes plus ou moins complètes de domaines constitutifs de l'art, en notant ce qu'à la suite de Wittgenstein on appelle des « ressemblances familiales » : l'art devient alors un ensemble de pratiques et de résultats qui partagent un certain nombre de traits, bien qu'aucun d'entre eux ne soit universel.
La liste classique des arts, telle que proposée au XIXe siècle par Hegel dans Esthétique ou philosophie de l'art, continue pour certains de servir de référence. Elle indique, sans se vouloir pourtant exhaustive, que les principaux arts sont au nombre de cinq : architecture, sculpture, peinture, musique, poésie. Par combinaison ou par prolongement, on parvient à développer indéfiniment cette liste en y ajoutant, par exemple, la danse, le cinéma (souvent nommé « septième art »), la bande dessinée, l'opéra, la photographie, etc.

## Histoire de l'art

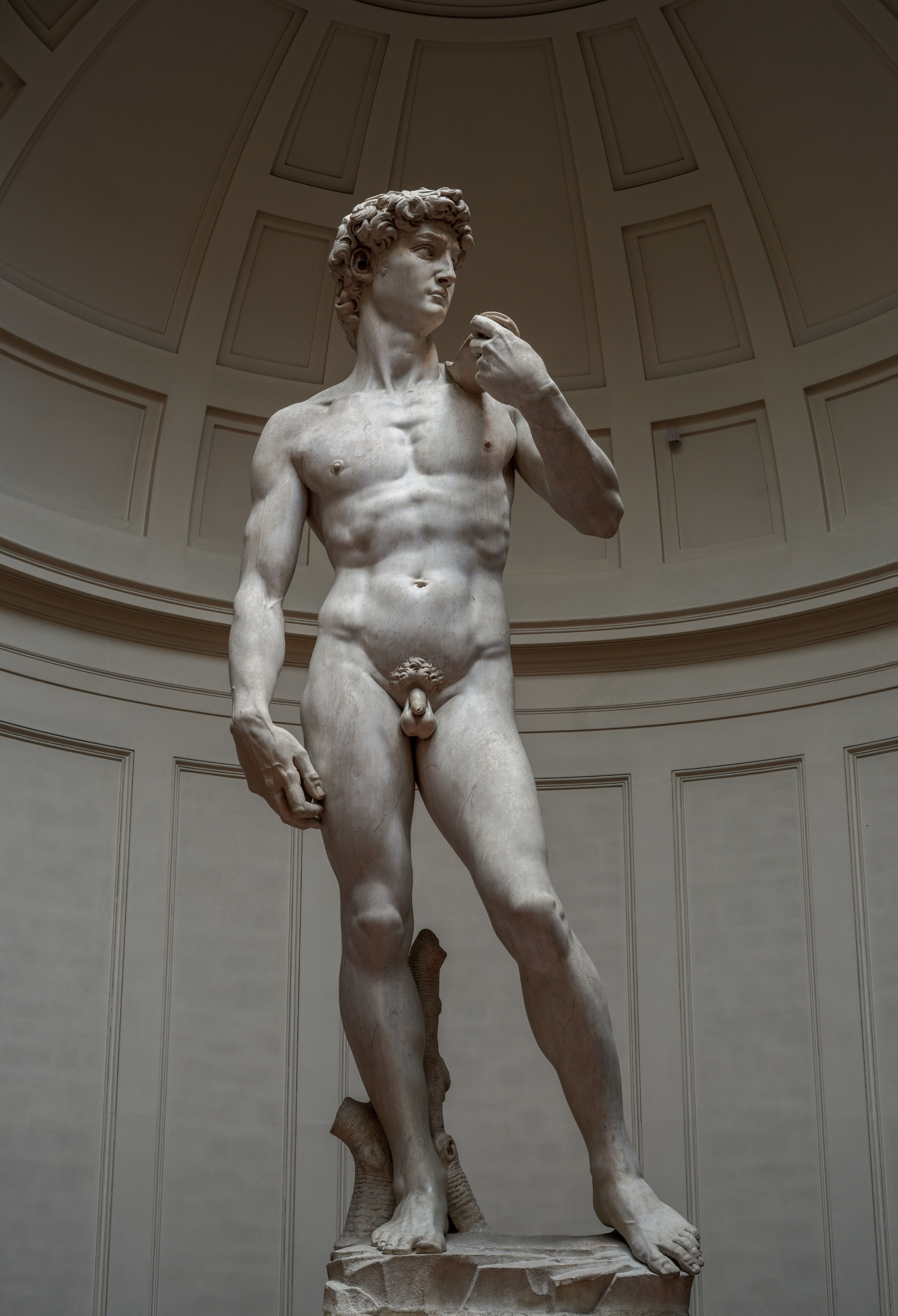
David de Michel-Ange.

Les différentes conceptions de l'art et les difficultés de l'aborder dans sa globalité se répercutent sur les conceptions de son histoire.
Dans sa conception la plus classique, l'histoire de l'art s'est constituée au XIXe siècle en adoptant sans questionnement le progressisme et les valorisations de son temps. Dans cette optique naturaliste, qui considère l'art comme une constante de l'humain, elle décrit les instances qui dévoilent l'« essence » de l'art à travers les différentes époques.
Mais cette hypothèse d'une autonomie des phénomènes artistiques et de leur développement intelligible a été progressivement délaissée au profit d'une vision beaucoup plus contextualisée et sociale. Comme le note Antoine Hennion, « La méthode de la sociologie de l'art et celle de l'histoire de l'art s'opposent l'une à l'autre », la première tend à éliminer ce que la seconde essaie au contraire d'épaissir. Dans ce cadre, l'histoire de l'art ne peut se construire qu'en tenant compte des évolutions de la notion d'art et elle est par conséquent sans cesse à reconstruire.
Une autre difficulté est liée au fait que relater les évolutions de l'art nécessite de procéder à des regroupements, le plus souvent par aires géographiques et par périodes historiques. Or la pertinence de telles délimitations est toujours à relativiser : à quel moment, par exemple, séparer l'Antiquité tardive du Moyen Âge ? Faut-il présenter l'art de l'Égypte ptolémaïque aux côtés de celui de l'antiquité grecque ? Ou encore, si l'on convient de considérer la poésie comme un art, faut-il ou non présenter les poèmes de Léopold Sédar Senghor du côté des arts africains ?
Conséquences de ces divergences de vues, les querelles sur la classification des arts sont nombreuses en histoire de l'art et en esthétique. Claude Roy résume ainsi ce pluralisme de la notion d'art :
« La notion d’art, qu’il s’agisse de l’art nègre, de l’art crétois ou de l’art impressionniste, reste à la fois imprécise, ineffable et irritante. L’art, c’est ce qui maintient vivante l’idole morte en tant qu’idole. L’art c’est ce qui dans un objet continue à servir quand il ne sert plus à rien. »

### Préhistoire

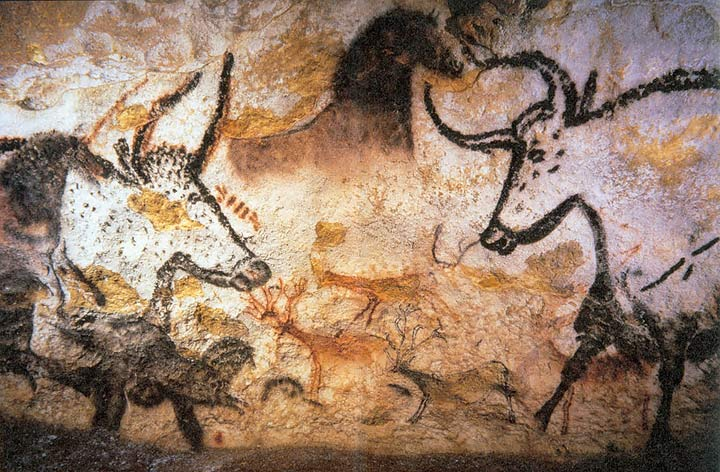
Grotte de Lascaux.

Si l'on considère que l'art consiste à bâtir, à sculpter, à réaliser des motifs ornementaux, l'existence d'un art préhistorique semble indiscutable. En revanche, si l'on voit dans l'art une sorte de luxe destiné aux musées et aux expositions, il est probable que les premiers peuples n'y aient jamais songé. Enfin, si l'on considère, plus généralement, que l'art consiste à s'adresser aux sens et aux émotions de ceux qui en sont les spectateurs, il est difficile de ne pas qualifier d'artistes les auteurs d'un certain nombre de productions préhistoriques, comme les célèbres fresques de la grotte de Lascaux.
Quelle était la fonction exacte des sculptures et des peintures réalisées par ces artistes ? Nous ne le savons pas avec certitude, même si les hypothèses de fonctions rituelles, magiques, symboliques ou d'enseignement ont souvent été envisagées. Le travail de l'artiste aurait alors probablement eu comme visée première une efficacité « pratique », sans exclure pour autant une certaine recherche esthétique.

### Afrique

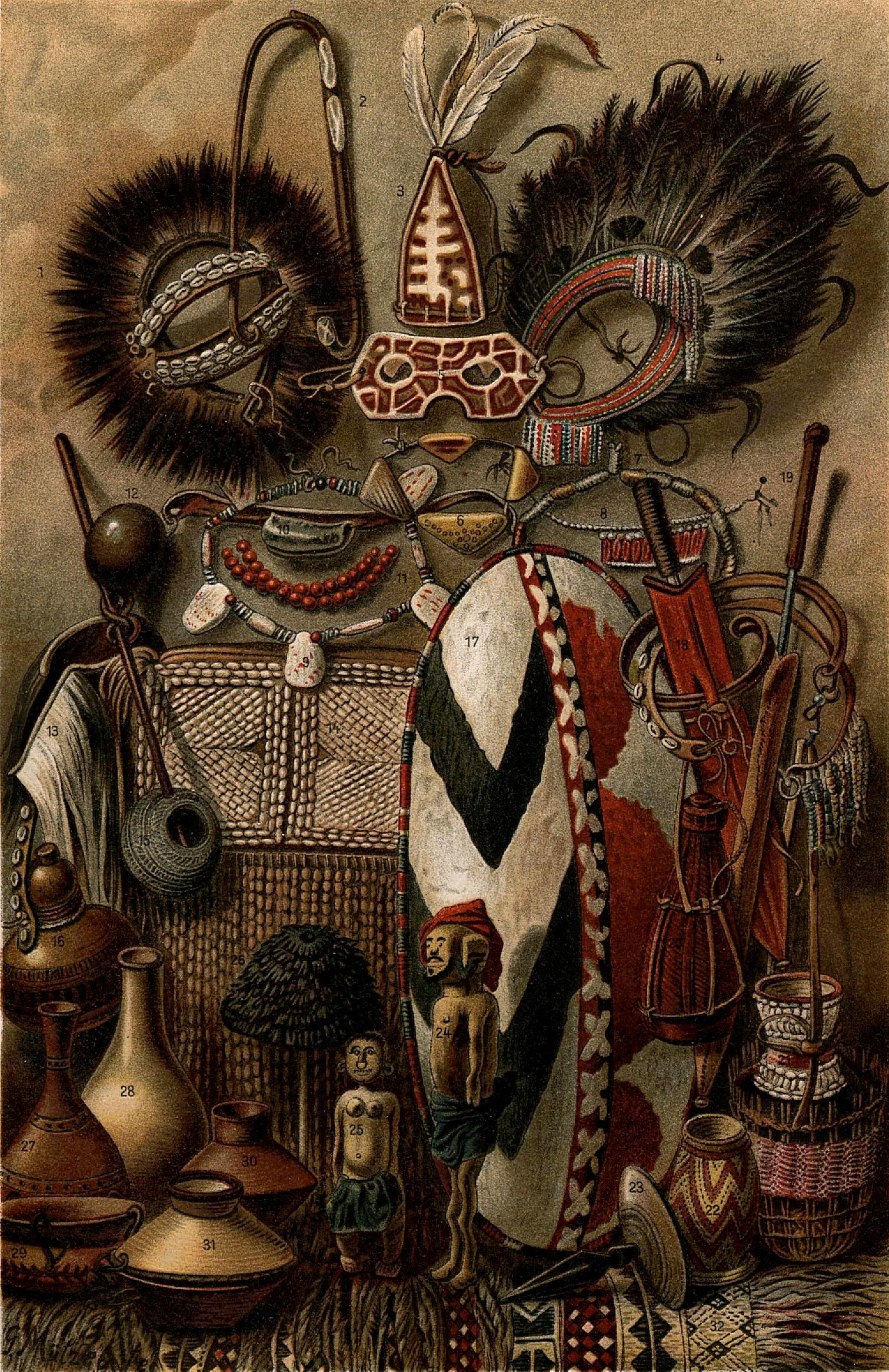
Illustration des arts africains dans l'encyclopédie suédoise Nordisk familjebok.

L'Afrique recèle d'innombrables arts locaux qui reflètent une grande variété de cultures qui ne cessent d'évoluer au fil du temps. Ces créations ont été considérées comme de véritables objets d’art surtout à partir du début du XXe siècle, notamment sous l’influence des peintres cubistes. La découverte de cet art a alors notablement influencé l'art moderne occidental.
De nos jours, la plupart des œuvres africaines appartiennent à des collectionneurs privés, car, dans le passé, les musées ont négligé cet art. Depuis, les cotes pour des objets anciens authentiques se sont envolées, et l’UNESCO en est venu à interdire depuis le début des années 1990 l'exportation de masques et de statues en dehors du continent africain.
Le masque en bois, qui représente le plus souvent un esprit, a longtemps été considéré comme l’objet typique qui symbolisait le mieux l’art africain. Néanmoins, d'autres formes sont progressivement venues au jour et en 1966 eut lieu le premier festival mondial des Arts nègres de Dakar, présentant au monde la richesse de l'art africain, avec des artistes comme Ousmane Sow, Assane N'Noye, Paul Ahyi ou Ashira Olatunde.
Depuis 1989, une biennale d'art africain contemporain se tient régulièrement à Dakar.
En Afrique du Nord, avec l'arrivée de l'islam à partir du VIIe siècle, l'art musulman succède à l'art qui prévalait dans l'Antiquité tardive. La grande mosquée de Kairouan (en Tunisie), élevée vers 670 et dont l'état actuel date du IXe siècle, compte parmi les constructions majeures des premiers siècles de l'islam.

### Asie

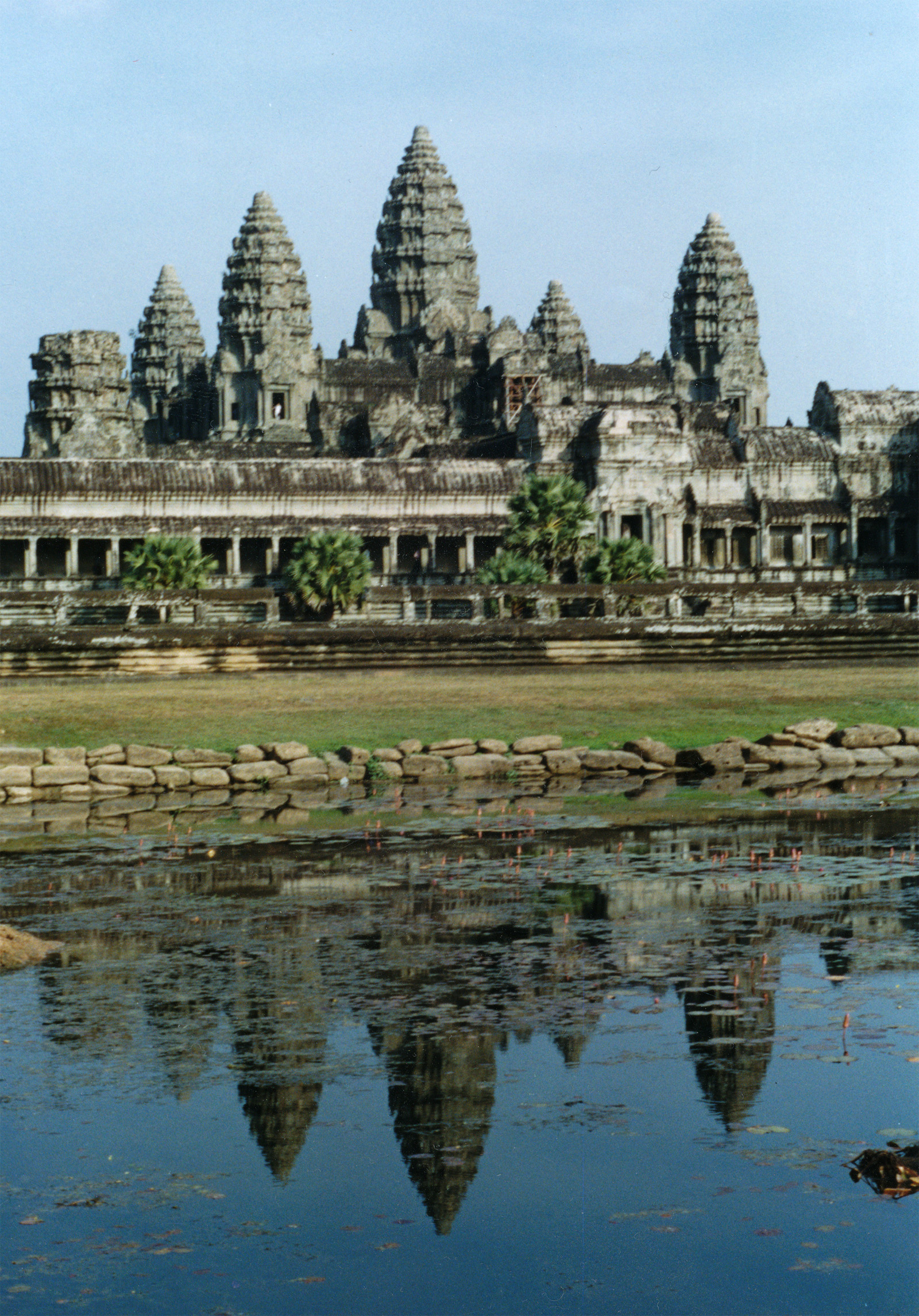
Angkor Vat.

L'exemple du continent asiatique montre bien la difficulté d'établir des classifications d'histoire de l'art basées sur des continents et des périodes historiques.
Comment présenter avec une certaine cohérence un ensemble aussi large et aussi hétérogène que celui qui réunit :
- des contextes religieux : l'art bouddhique, les arts de l'Islam ;
- des ensembles géographiques : l'art chinois, l'art japonais, l'art tibétain, l'art du monde indien, l'art persan, l'art dravidien.

### Amérique

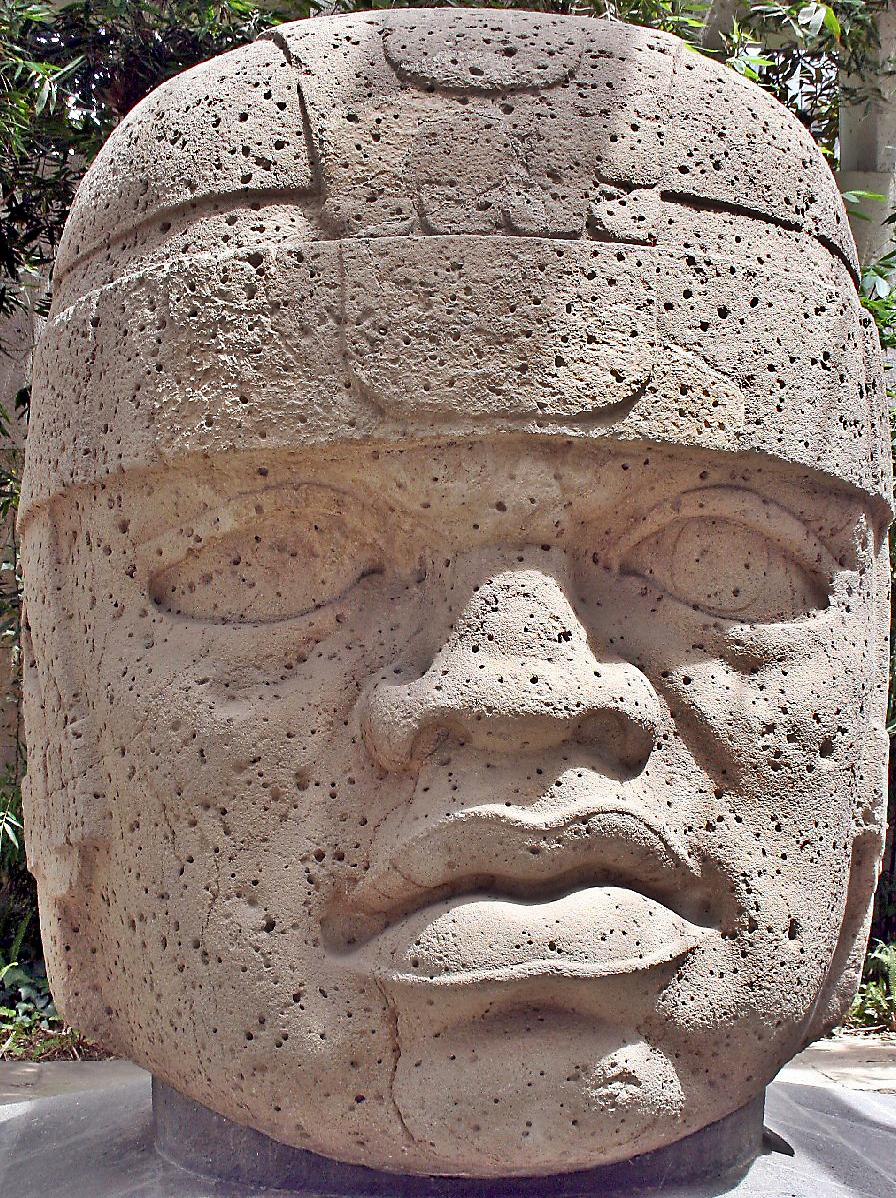
Tête colossale no 1 de San Lorenzo (Mexique).

La culture olmèque, entre 1200 av. J.-C. et 400 av. J.-C., première des grandes civilisations de la Mésoamérique, est particulièrement connue pour la richesse iconographique et la qualité technique de son art, qui fut une référence et un héritage pour toutes les cultures postérieures. L'art olmèque se manifeste par une grande maîtrise de la sculpture et de la ciselure. Les artistes olmèques élaboraient leur art dans l'argile, la pierre et le bois ainsi que sur quelques peintures rupestres.
L'art maya se développe durant la période préclassique (2000 av. J.-C. à 250 apr. J.-C.),, lors de l'Époque I et II. Il reçut les influences de la civilisation olmèque. D'autres civilisations mésoaméricaines, incluant Teotihuacan et les Toltèques, l'affectèrent et il atteignit son apogée durant la période de la civilisation classique ou Époque III (environ 200 à 900 apr. J.-C.). Les Mayas sont célèbres pour leur utilisation du jade, de l'obsidienne et du stuc.
Les artisans aztèques (1300-1519) excellaient dans l'art du masque en pierre, hérité des Toltèques, dont on faisait un usage funéraire ou religieux. Ils revêtaient de peintures les parois de leurs temples et de leurs palais.
L'Art amérindien est la forme d'art originaire d'Amérique du Nord. Aucune des langues autochtones d'Amérique du Nord n'a, semble-t-il, de mot correspondant au concept occidental d'art. Pourtant, les objets conçus par ses artisans sont aujourd'hui considérés comme des œuvres d'art à part entière.

### Europe

#### Antiquité

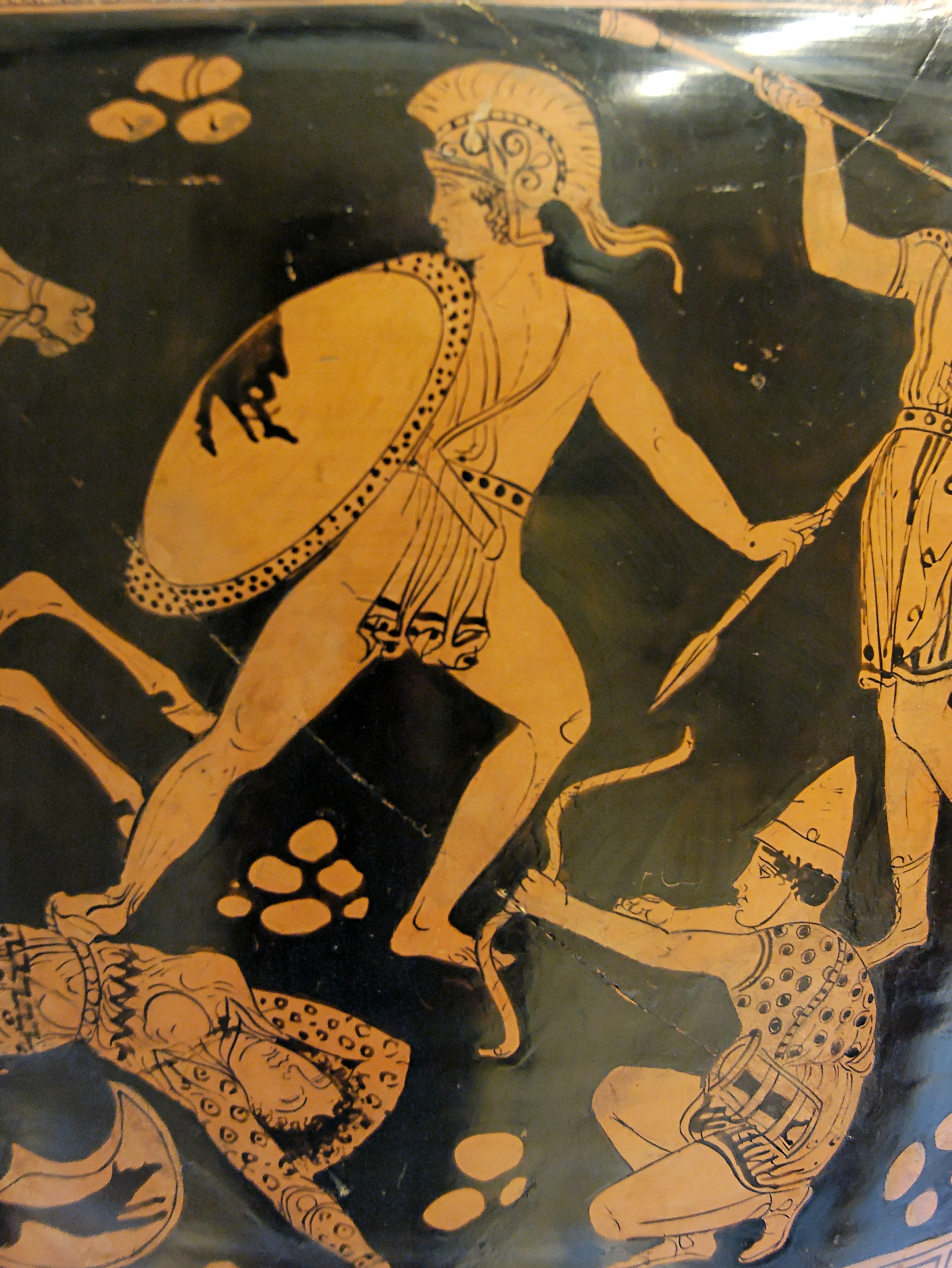
Détail d'un cratère,

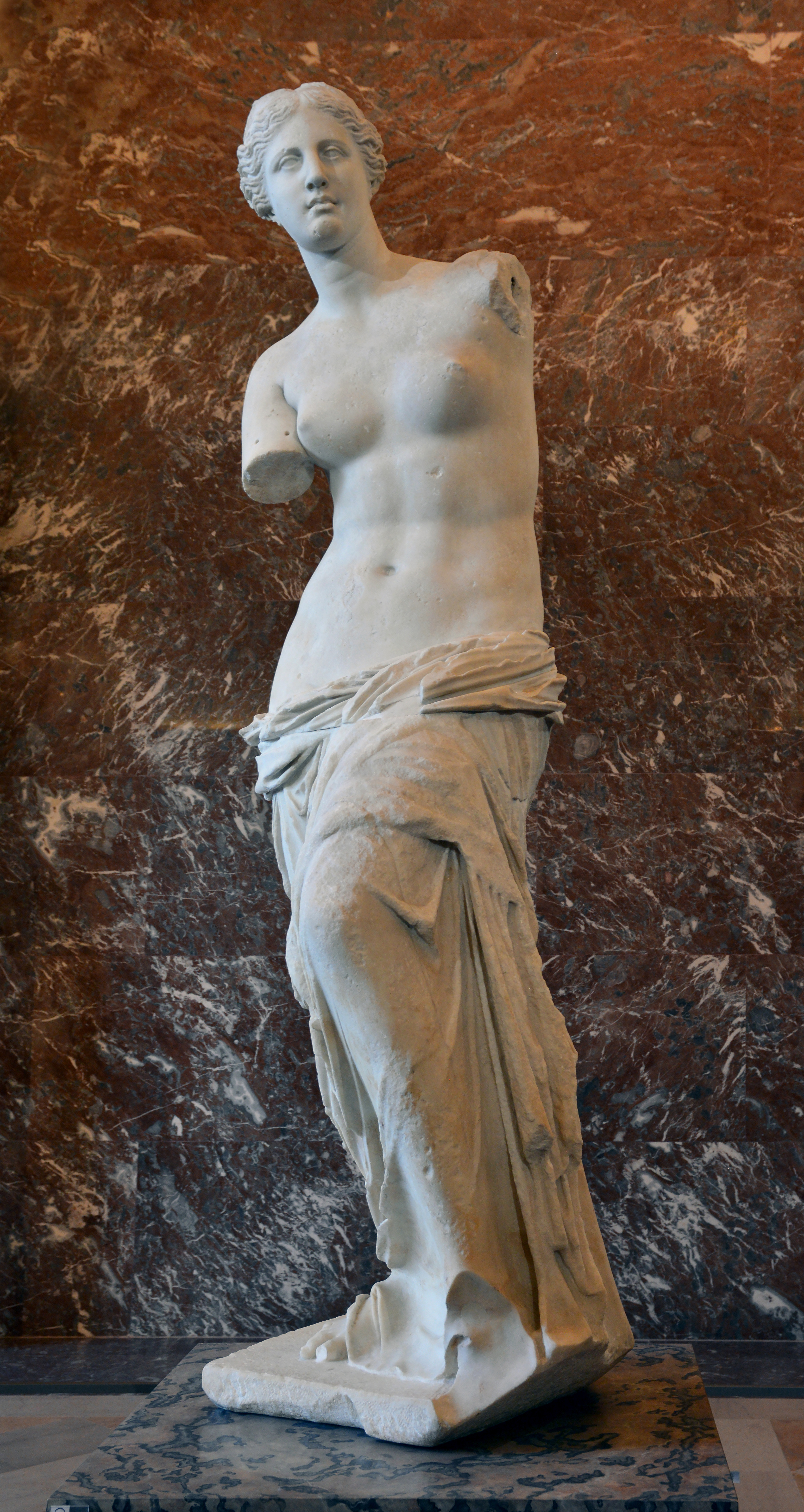
Venus de Milo, vers 130-100 av. J.-C.

Bien que celle-ci soit géographiquement située en Afrique, l'Art de l'Égypte antique, né il y a environ cinq mille ans, est l'une des principales sources de l'art en Europe. Il combine des règles strictes de régularité géométrique et une observation aiguë de la nature. Ses œuvres n'étaient pas destinées à être admirées par les vivants. On les plaçait dans les tombes des rois, puis progressivement dans celles de personnages de moindre importance sociale, afin d'aider l'âme des défunts à rester vivante.
Mais l'art européen doit aussi beaucoup à l'Art de la Grèce antique. Dans ses premiers temps, aux alentours du Xe siècle av. J.-C., il est extrêmement sobre et géométrique. Par la suite, il s'inspire considérablement des règles établies par l'art égyptien, notamment en peinture et en sculpture.
Aux alentours du VIe siècle av. J.-C. se produisit une véritable révolution artistique : Les artistes commencent à s'affranchir des règles de l'art égyptien, qui imposaient de représenter chaque partie d'un ensemble (d'un corps humain par exemple) sous son angle le plus reconnaissable, au prix parfois de positions peu vraisemblables de l'ensemble. S'affranchissant de ces règles, ils se permettent de représenter un pied de face ou de cacher un bras sur un personnage représenté de profil : leurs peintures et leurs sculptures deviennent ainsi moins stéréotypées, plus naturelles.
Vers la fin du VIe siècle av. J.-C., les artistes grecs sont toujours de simples artisans, mais un public de plus en plus nombreux s'intéresse à leurs œuvres. On compare les mérites des différentes écoles d'art, des maîtres des différentes cités. Certains d'entre eux, comme Praxitèle deviennent extrêmement célèbres. Un peu plus tard survient une autre évolution : alors que jusqu'ici les artistes s'efforçaient d'éviter de donner à leurs visages une expression trop précise, on commence alors à leur faire exprimer des sentiments et le règne d'Alexandre le Grand voit l'apparition d'un art du portrait que l'Art de la Rome antique reprendra et développera plus encore.

#### Moyen Âge

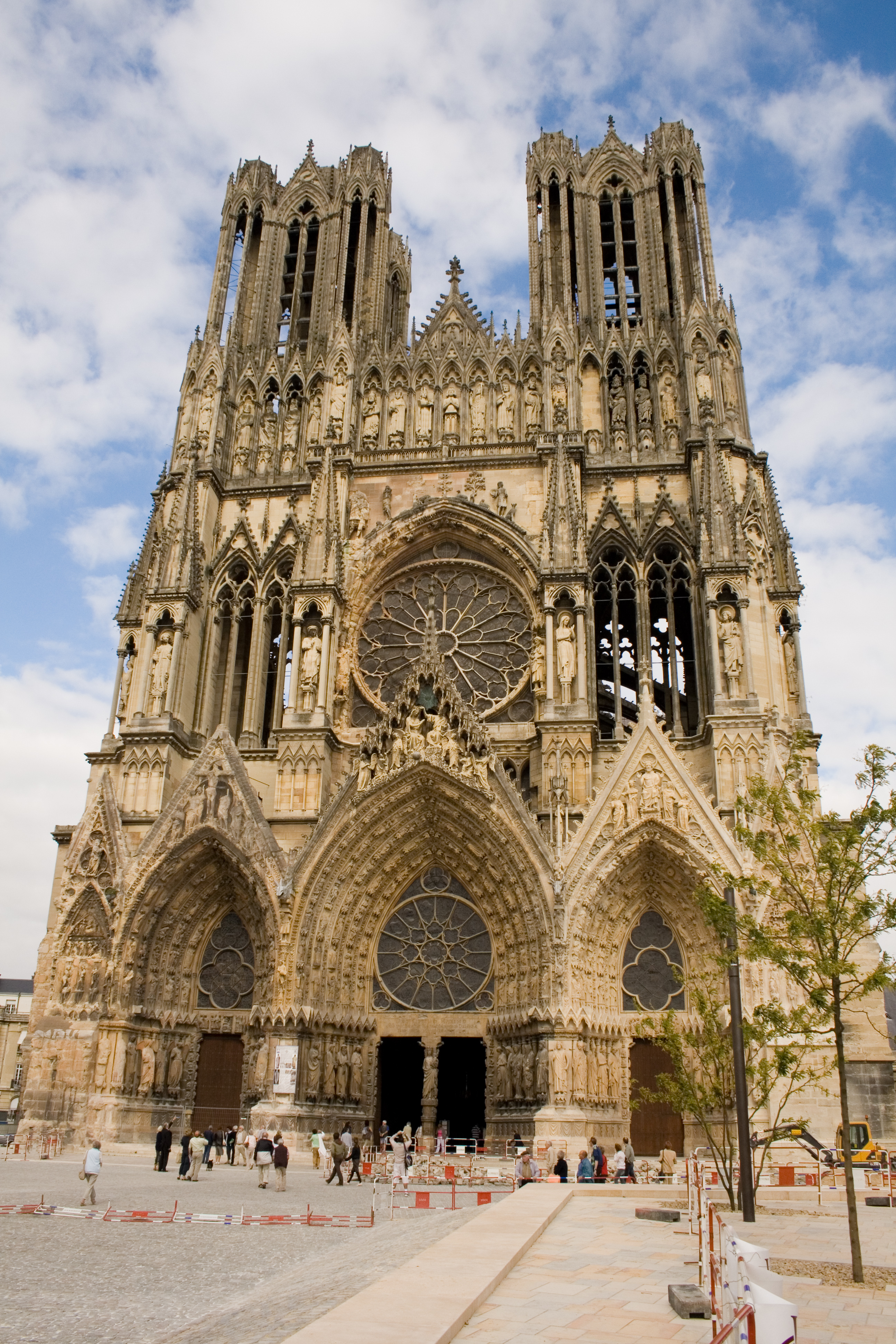
La cathédrale de Reims est l'un des joyaux de l'art gothique en Europe occidentale.

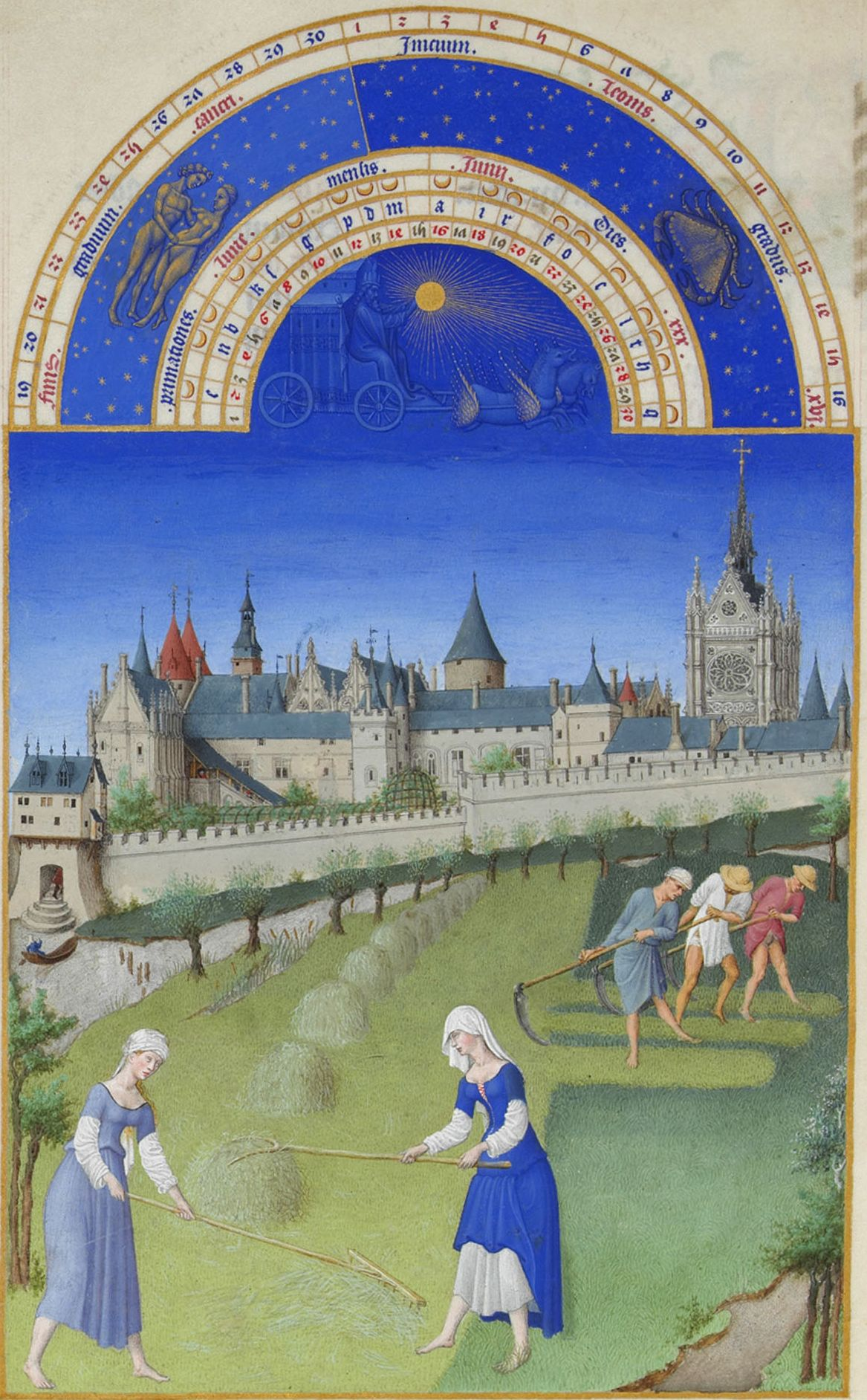
Les Très Riches Heures du duc de Berry.

L’art médiéval couvre un ensemble large de temps et de lieux, sur plus de mille ans d'histoire de l'art en Europe, au Moyen-Orient et en Afrique du Nord. Cela inclut de nombreux mouvements de l'art et périodes, art régional ou national, genres, renaissances, métiers d'artistes, et les artistes eux-mêmes.
Les historiens de l'Art classifient l'art médiéval en périodes et mouvements principaux, les relations entre ces périodes sont parfois plus subtiles. Ceux-ci sont l'Art celtique, l'Art paléochrétien, l'Art des migrations, l'Art préroman et l'Art roman, l'Art gothique et l'Art byzantin. En plus de cela, chaque « nation » ou culture au Moyen Âge avait son propre style artistique et ceux-ci ont une existence individuelle, comme l'Art anglo-saxon, l'Art viking ou l'Art Islamique en Espagne (pour exemple l'Alhambra).
L'art médiéval comporte de nombreuses techniques, comme la mosaïque et la sculpture.
L'immense majorité de l'art qui nous est parvenu de cette période relève du domaine du religieux et renvoie à un cadre qui incorpore à la fois une pensée théologique ou cosmogonique et des fonctions proprement liturgiques. À cet aspect strictement religieux, il convient encore d'ajouter une dimension sociale ou civique. Ainsi, une œuvre pourra être étudiée et comprise sous ces différents aspects : un contenu proprement théologique qui s'exprimera souvent par des choix iconologiques de la part du ou des créateurs ; une fonction liturgique ou cérémonielle concrète qui sera une contrainte matérielle de l'œuvre, définissant parfois sa forme, sa structure ou ses dimensions ; une fonction publique d'exaltation du commanditaire, du donateur ou du récipiendaire.

#### Époque moderne

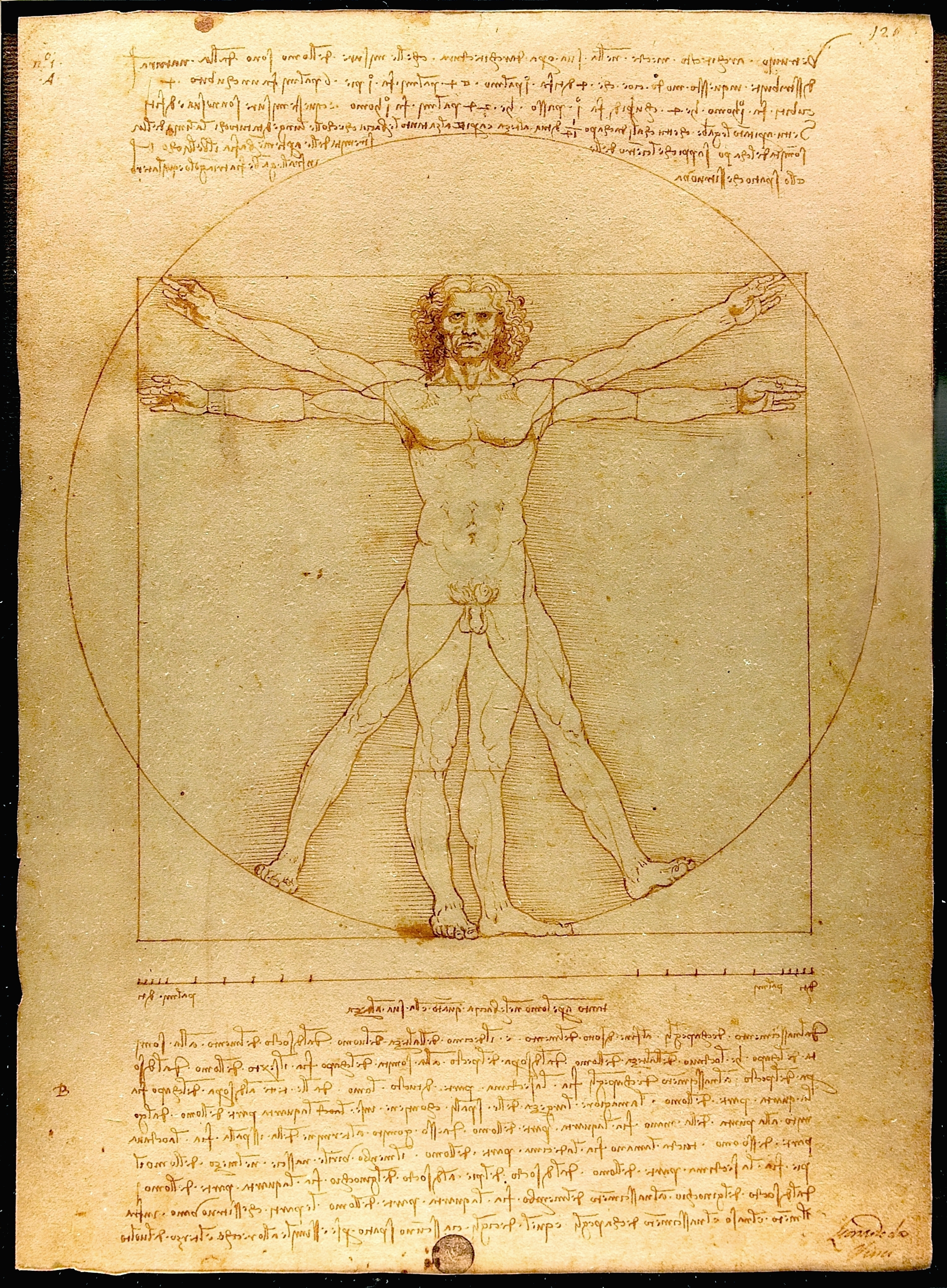
Léonard de Vinci, page de croquis sur l'anatomie humaine.

Pour les historiens, l'époque moderne – on dit parfois les « Temps modernes » – couvre la période historique qui commence avec la fin du Moyen Âge. Les historiens français la font se terminer avec la Révolution française. Cette convention spécifiquement française ne sera pas utilisée dans ce chapitre, dans lequel on a préféré utiliser la convention internationale qui fait se terminer l'époque moderne 75 ans avant le présent[pas clair].
On fait habituellement commencer la Renaissance artistique en Italie au XVe siècle. Les Italiens nomment cette période le quattrocento. Elle se prolonge au XVIe siècle où elle atteint alors, dans de nombreux pays d'Europe, son apogée. Si elle redécouvre la mythologie et l'art antique, elle ne constitue pourtant pas un retour en arrière : les techniques nouvelles, le nouveau contexte politique, social et scientifique permettent aux artistes d'innover. On redécouvre et on perfectionne considérablement la perspective. On développe la technique de la peinture à l'huile. Alors qu'au Moyen Âge la création artistique était essentiellement tournée vers Dieu et la religion chrétienne, c'est l'homme que la Renaissance artistique place au centre de ses préoccupations. Pour la première fois, l'art pénètre dans la sphère du privé : les œuvres ne sont plus seulement commandées par le pouvoir religieux ou séculier ; elles entrent dans les maisons bourgeoises.

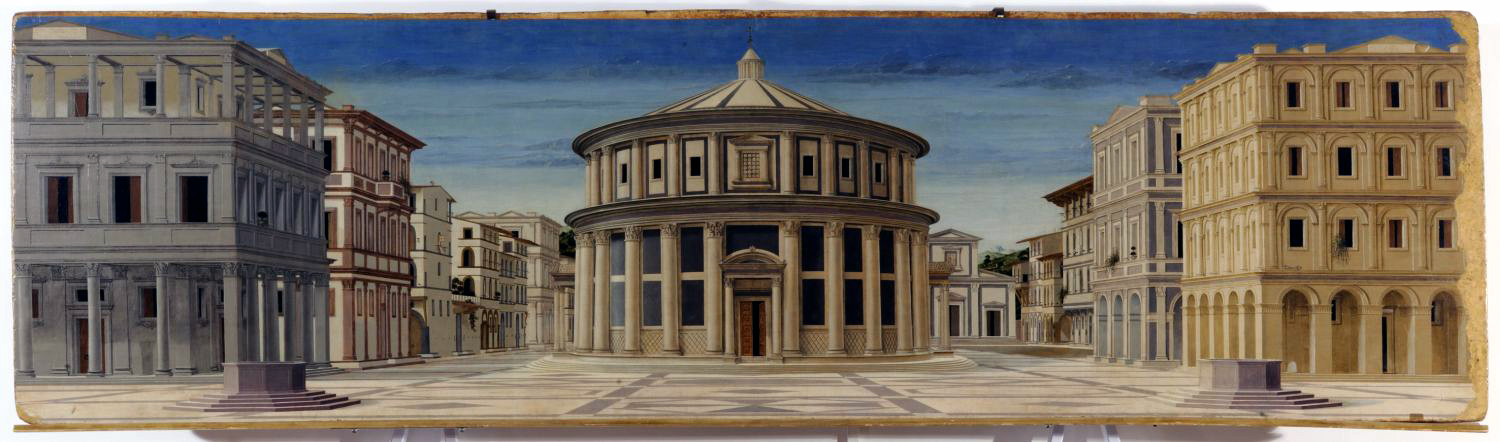
La Cité idéale à Urbino longtemps attribuée à Piero della Francesca.

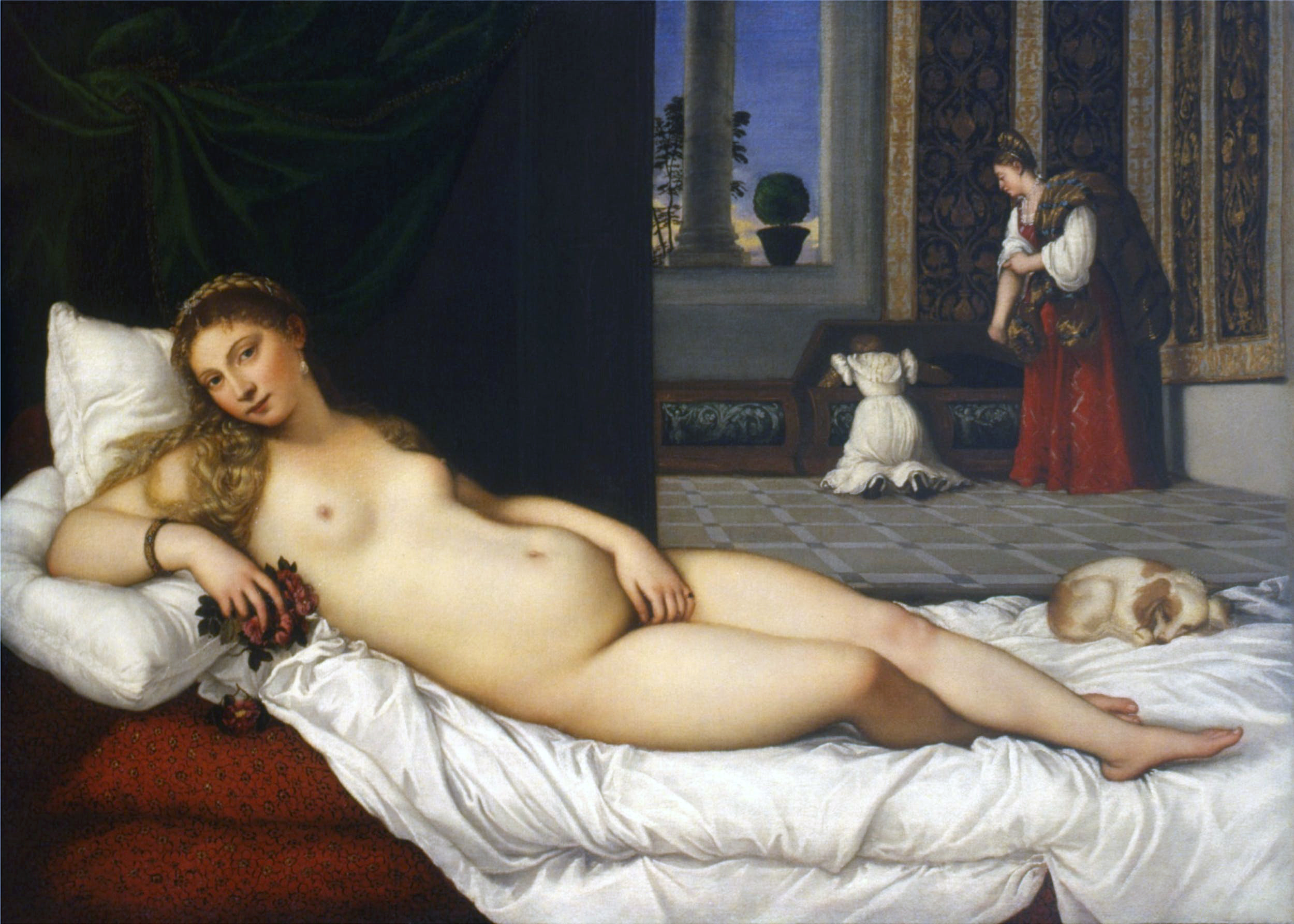
La Vénus d'Urbin par le Titien, 1538.

Joseph Mallord William Turner, L'Incendie du Parlement, 1835.

On appelle habituellement « baroque » le style qui a succédé à la Renaissance au début du XVIIe siècle, mais ce mot n'a été employé que bien plus tard, par des auteurs qui trouvaient ce style grotesque et qui estimaient que les éléments de l'art antique n'auraient jamais du être employés autrement qu'à la manière des Grecs et des Romains. L'architecture baroque utilise plus de courbes et de volutes, elle se lance dans le grandiose, comme dans le cas du palais de Versailles qui sera imité dans toute l'Europe. La peinture utilise plus de couleurs et de lumière. La musique de cette époque voit apparaître l'opéra. Ce mouvement atteint son apogée dans l'Europe catholique des années 1700.

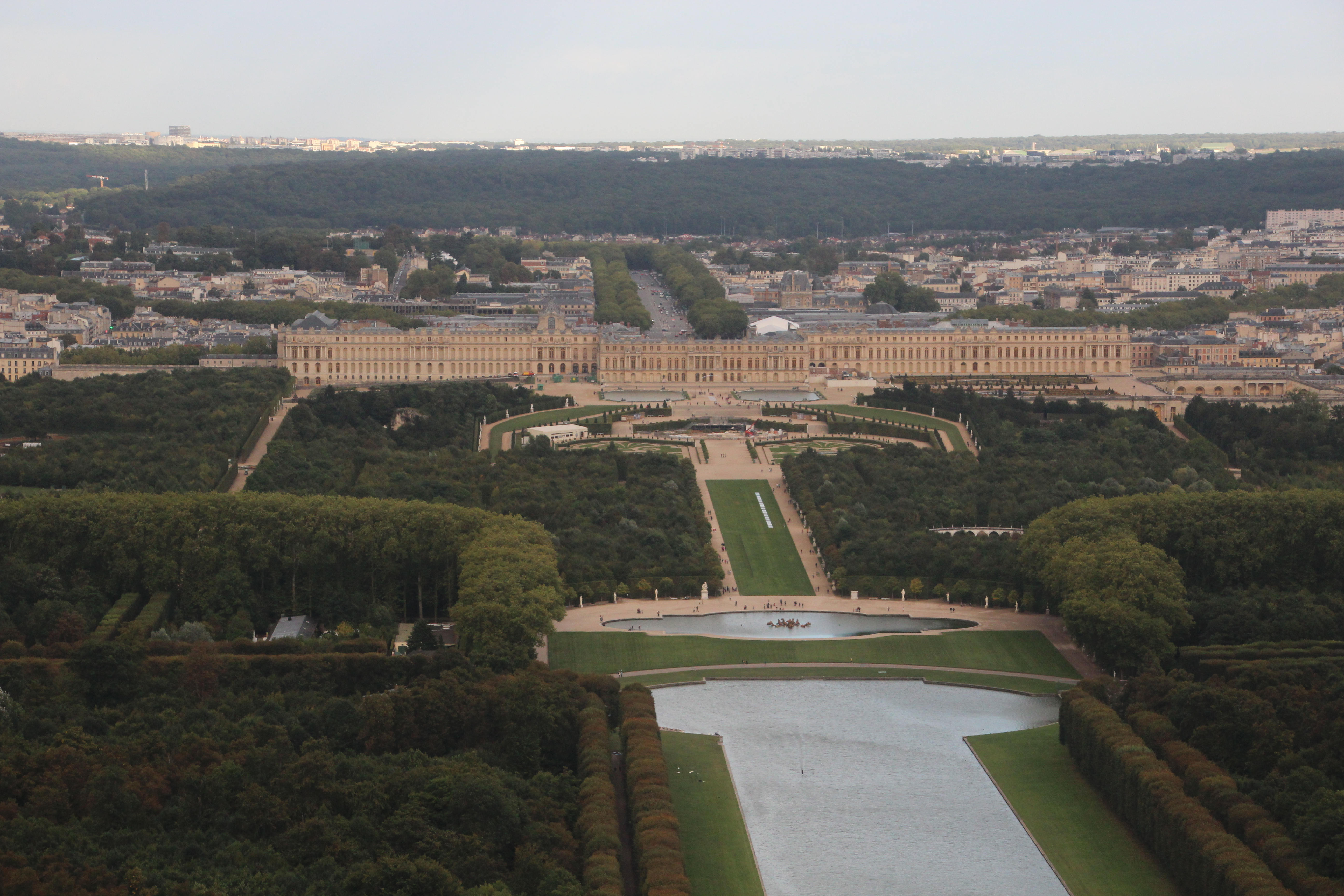
Château de Versailles.

Dans le courant du XVIIIe siècle, d'abord en Angleterre, on commence à remettre en question les habitudes du classicisme. Certains connaisseurs, souhaitant se distinguer des autres, sont en recherche d'originalité, notamment dans le domaine de l'architecture qui cherche une nouvelle inspiration jusque vers la Chine et l'art gothique. À la fin du siècle et au début du suivant, le romantisme s'efforcera de réhabiliter le sentiment face à la raison : des artistes comme Turner évoquent, à travers leur représentations de la nature, les émotions de l'humain face aux puissances qui le dépassent.

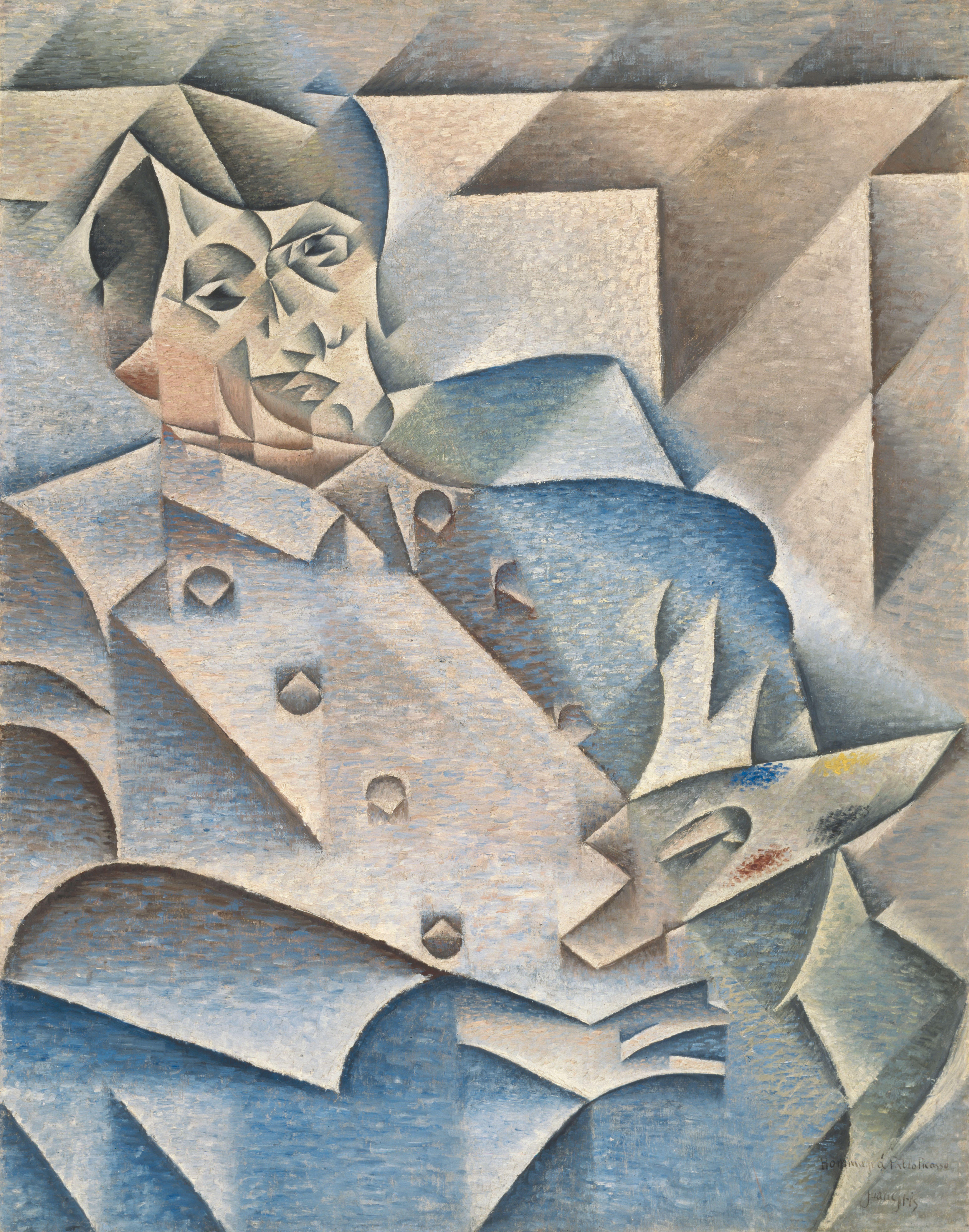
Juan Gris, Portrait de Picasso, 1912.

Ce rejet des traditions donne naissance à de nombreux mouvements, dont chacun se pare comme d'un étendard d'un nouveau nom en « -isme » (réalisme, naturalisme, impressionnisme, symbolisme…). Il a aussi pour conséquence une complexité plus grande des rapports entre les artistes et les acheteurs d'œuvres d'art : l'artiste ne souhaite plus nécessairement s'adapter aux goûts de ses clients. S'il le fait, il a parfois le sentiment de faire des concessions humiliantes. Mais s'il préfère travailler dans un splendide isolement, il risque d'être réduit à la misère. Bientôt certains artistes en viennent à se considérer comme appartenant à une espèce différente et à afficher avec vigueur leur mépris des conventions et de la respectabilité. Au XIXe siècle, le gouffre se creuse entre les artistes à succès et les non-conformistes, qui furent surtout appréciés après leur mort.
L'Art moderne naît à la fin du XIXe siècle et au début XXe siècle. Il voit apparaître en peinture les figures de Picasso,Malevitch,Matisse, Miro, Max Ernst et de nombreux mouvements comme le surréalisme, l'Oulipo, la Nouvelle Vague. Des architectes comme Frank Lloyd Wright osent privilégier l'organisation des pièces à l'ornement des façades et abandonnent le dogme de la symétrie.

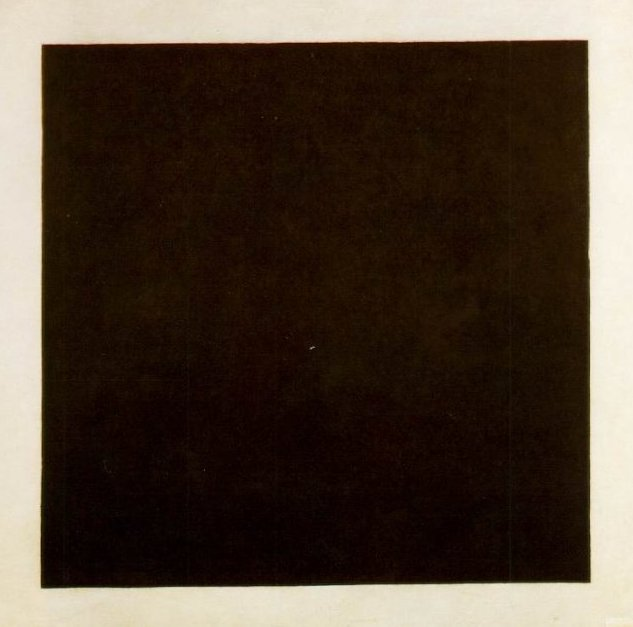
Carré noir sur fond blanc de Kasimir Malevitch (1923).

En France, avec la modernité, les peintres se détachent peu à peu du système des salons et de l'emprise de la bourgeoisie. Les grands collectionneurs contemporains, les galeries et les critiques jouent un rôle important. Le marché de l'art s'internationalise.

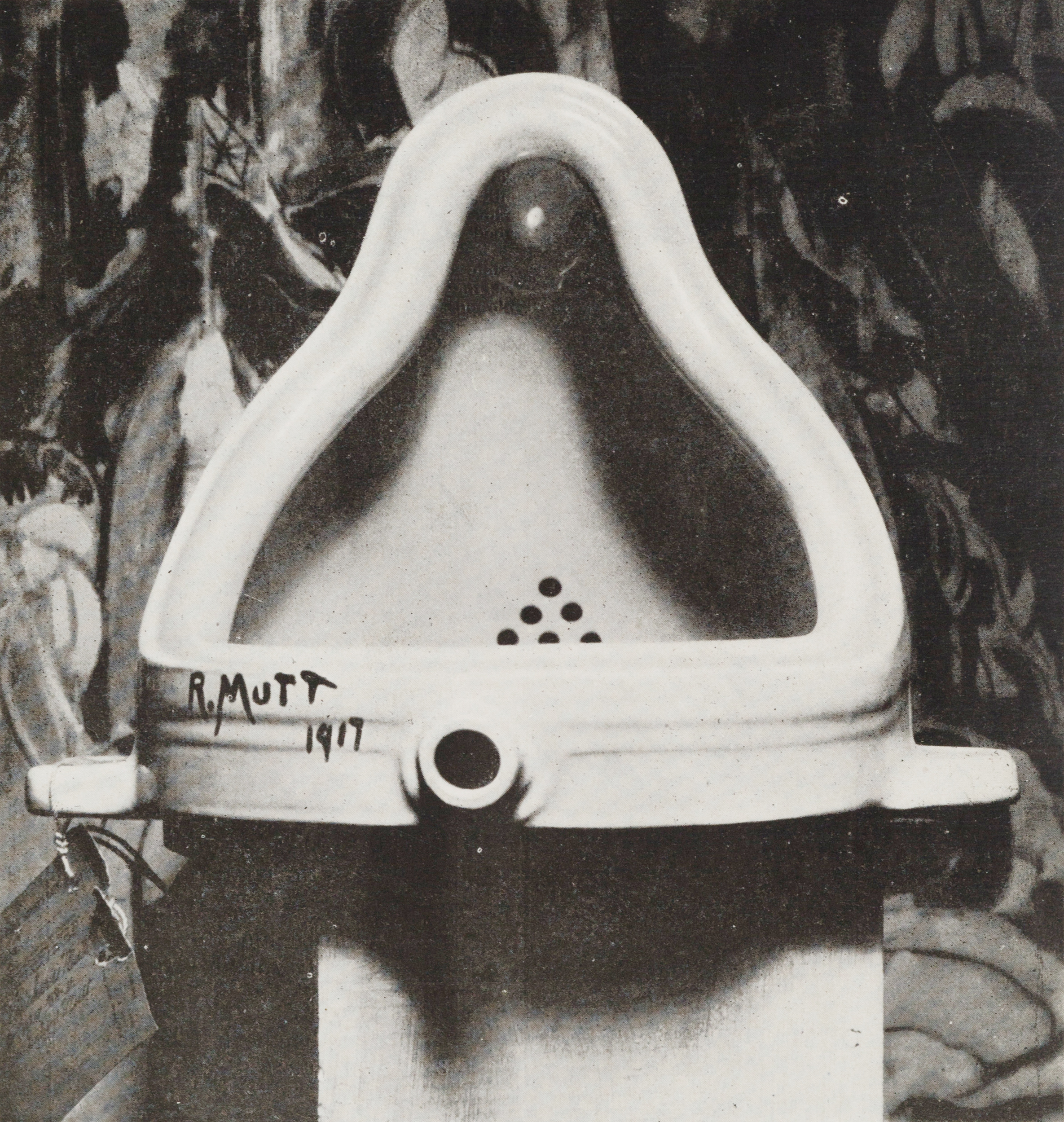
Alfred Stieglitz, photographie de la Fountain de Marcel Duchamp, 1917.

Marcel Duchamp représente l'objecteur fondateur de l'art conceptuel. Il ne se rattache pas plus à ses précurseurs que son intention n'est d'établir un art de l'objet. Ce qu'il cherche au contraire c'est sortir de l'art. Pourtant les ready-made de Duchamp (dont il est le concepteur) et ses objets cinétiques apportent une nouvelle dimension à la conscience esthétique, ainsi qu'une immense contribution à l'historiographie de la sculpture moderne, bien contre sa volonté.
Dans le domaine de la peinture, un pas décisif est franchi dans les années 1910 lorsque Kandinsky ose l'art abstrait, qui ne représente pas des sujets ou des objets du monde naturel, réel ou imaginaire, mais seulement des formes et des couleurs pour elles-mêmes.
À cette époque, même lorsqu'ils ne renoncent pas aussi radicalement à la représentation d'un sujet, de nombreux artistes estiment que ce qui compte en art, c'est d'abord la forme, le sujet ne venant qu'en second. Ils sont en recherche perpétuelle de nouveauté. Avec le surréalisme, ils cherchent même à créer quelque chose de plus vrai que la réalité elle-même, à tenter d'atteindre une « réalité supérieure ».

#### Époque contemporaine

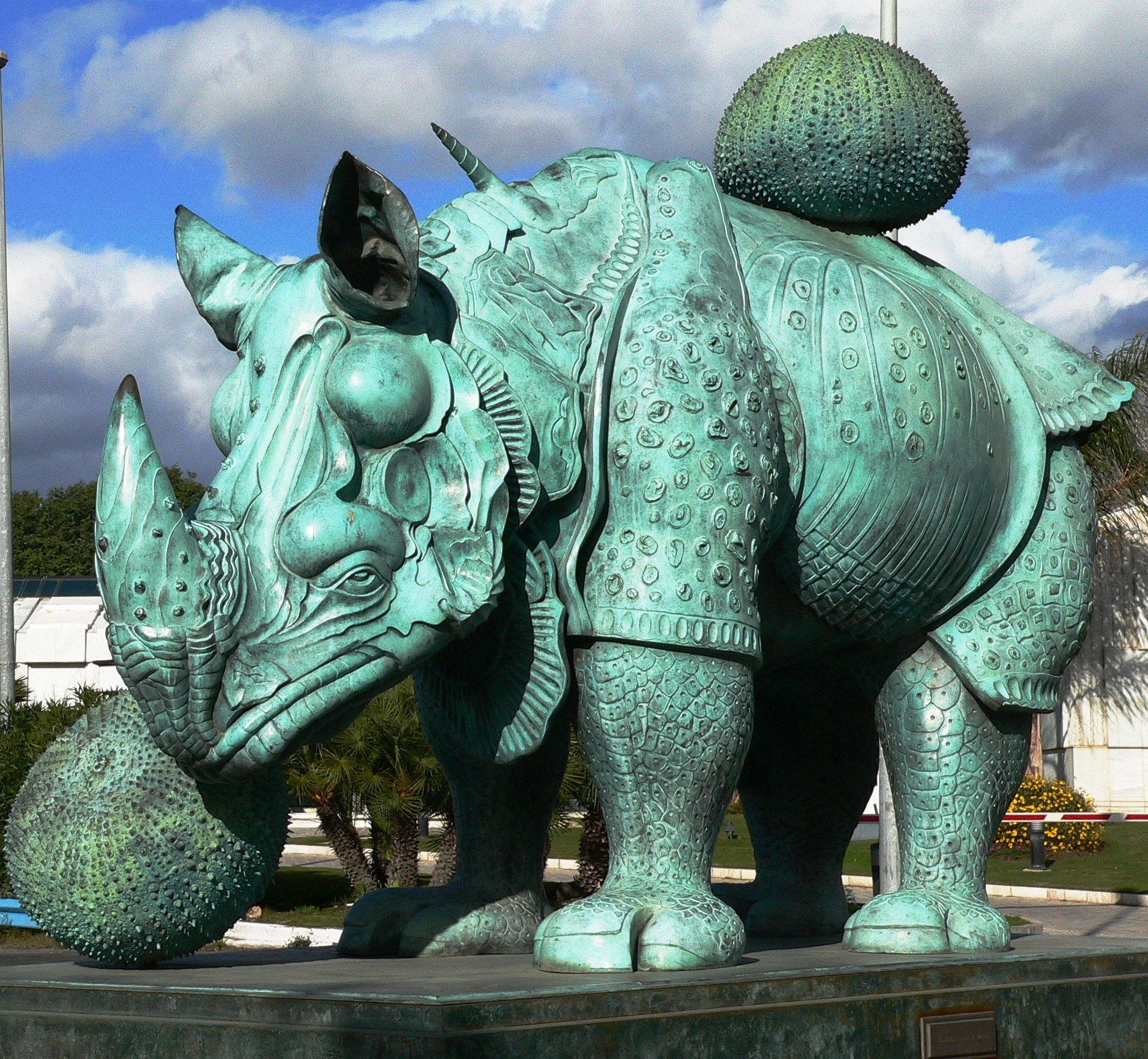
Sculpture de Salvador Dalí.

Plus on se rapproche de notre époque et plus il devient difficile, au milieu des modes éphémères, de distinguer les réalisations qui, par leur influence, relèvent de l'histoire de l'art. Quelques grandes lignes de l'art de l'époque contemporaine semblent cependant pouvoir être tracées.
En peinture, à partir des années 1950, certains artistes concentrent leurs recherches sur l'acte physique de peindre et réalisent des œuvres abstraites en peignant, égouttant ou projetant de la couleur sur la toile. La structure du tableau résulte alors de l'intuition de l'artiste, mais aussi des divers comportements de la couleur (coulures…). Peindre apparaît alors comme un moment d'existence irréfléchi et pulsionnel et l'œuvre est un témoignage du corps vivant, en action et en mouvement dans l'instant. Ce mouvement sera dénommé tachisme, expressionnisme abstrait ou encore action painting aux États-Unis. L'Américain Jackson Pollock se fera particulièrement remarquer par cette technique. Il n'est pas sans évoquer la calligraphie chinoise dans sa recherche d'un jaillissement rapide et spontané.

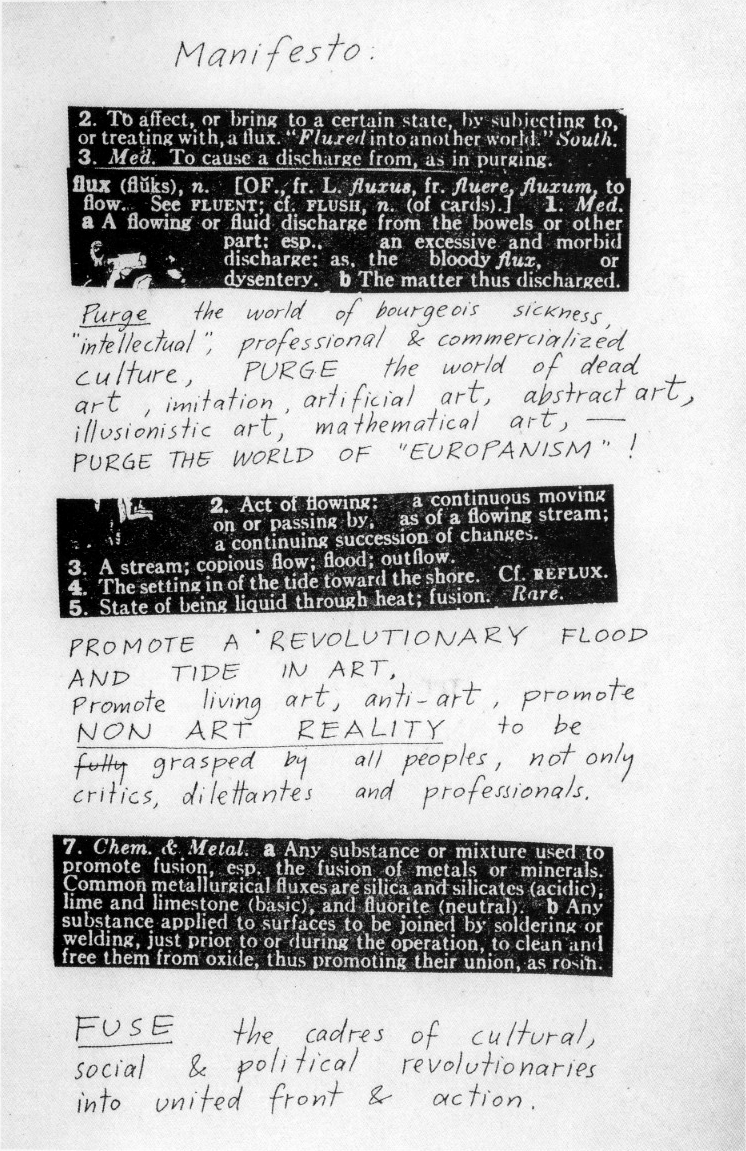
Le Manifesto de George Maciunas, lors du Festum Fluxorum Fluxus, Düsseldorf, février 1963.

Beaucoup d'artistes contemporains sont fascinés par les effets de « texture » et renoncent à l'emploi de la peinture pour d'autres matières, dans des productions qui se situent parfois à mi-chemin de la peinture et de la sculpture. Le Op Art, notamment avec Vasarely, accorde un intérêt particulier à l'interaction des formes et des couleurs visant à produire des sensations de relief ou de mouvement. Plus près de nous encore, dans les années 1960, le Happening, le Fluxus, (Joseph Beuys, Wolf Vostell, Nam June Paik), et l'Art vidéo. Pop Art utilise des symboles populaires et prend en compte l'influence de la publicité, des magazines, des bandes dessinées et de la télévision dans les sociétés de consommation. Par des techniques industrielles, il remet en cause le principe d'unicité d'une œuvre d'art. Ainsi Andy Warhol reproduit les siennes par centaines, parfois même par milliers.

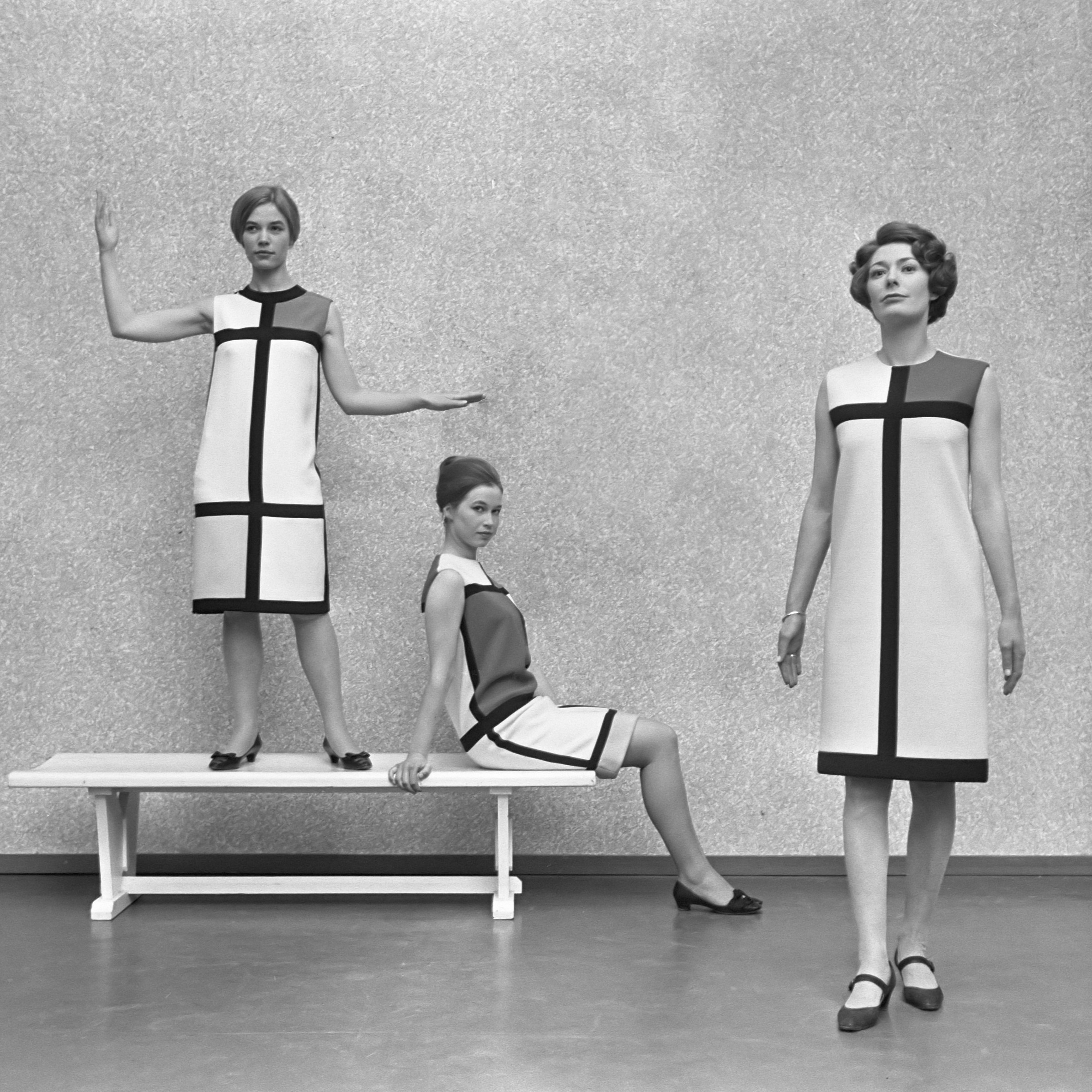
La Robe MondrianYves Saint Laurent 1966.

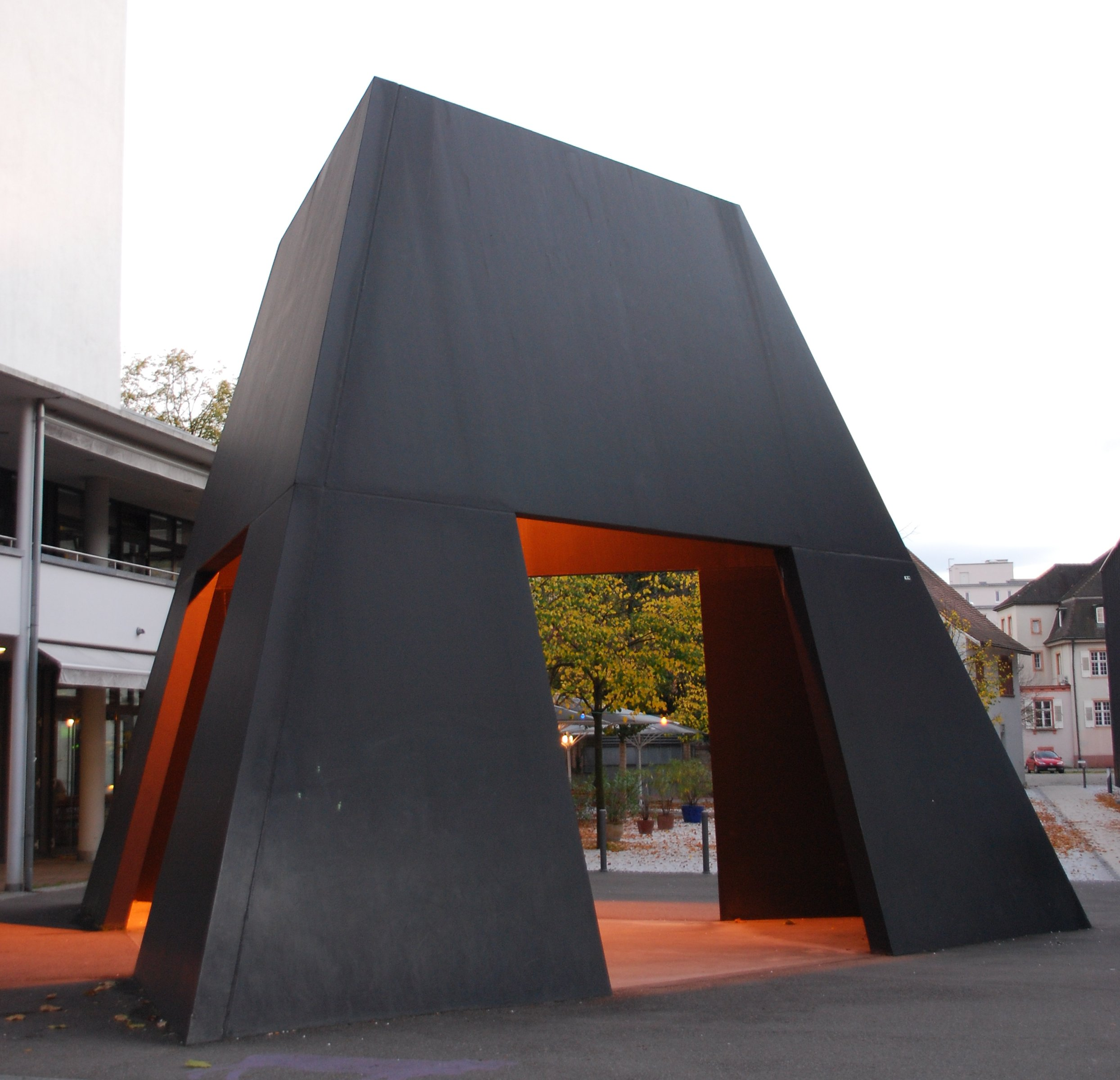
Truncated Pyramid Room de Bruce Nauman (Museum am Burghof de Lörrach, 1982-1998).

Plus généralement, l'art contemporain est traversé par les concepts et les thèmes qui agitent la société contemporaine: la dématérialisation de l'œuvre (Yves Klein), l'écologie profonde (Hundertwasser), la propagande visuelle et la publicité (Warhol), l'entreprise œuvre d'art ou vice-versa (Hybert), la fascination pour la révolution technique et les biotechnologies (Eduardo Kac), la chirurgie esthétique et la recréation corporelle de soi (Orlan).
Toutefois, la course effrénée à la nouveauté et le triomphe du modernisme conduisaient les non-conformistes à une contradiction : « Fallait-il être non-conformiste comme tout le monde ? » Ceci explique peut-être qu'on assiste depuis la fin des années 1970 à un retour du figuratif et à l'apparition d'une autre attitude, plus que d'un (encore) nouveau style, parfois dénommée post-modernisme. L'ère post-moderne est l'occasion d'une multiplication des mouvements et tendances artistiques : (Appropriation, Bad Painting, Figuration libre, Néo-géo, Trans-avant-garde, Art corporel, Art numérique, Bio-art, Netart, Esthétique relationnelle, Art urbain, Cyberart, etc.
Jean Prouvé (1901-1984), est un architecte et un designer autodidacte français. Au cours des années 1930, il collabore avec l'agence d'architecture dirigée par Marcel Lods et Eugène Beaudouin pour des bâtiments considérés comme précurseurs de l'architecture moderne en France : la cité de la Muette à Drancy ou la Maison du peuple à Clichy. Réalisateur également de mobilier, ses réalisations « sculptures dans l’espace quotidienne » – chaises, lits Antony, bibliothèques, bureaux Compas – sont exemplaires et figurent aujourd’hui parmi les plus cotés du XXe siècle (un fauteuil Kangourou s'est vendu 152 449 €, une bibliothèque peut valoir jusqu’à 160 000 €).
Le sculpteur Remus Botarro (né en 1946, en Roumanie), il travaille à Vienne et à Paris. Auteur de monuments publics dans plusieurs capitales en Europe, il est aussi l'inventeur du concept auquel il a donné le nom de « l'Habitat de l'Avenir » ; le concept Botarro consiste à transformer l'espace immobilier habité en une œuvre d'art unique dans sa création, en harmonie et en relation étroite avec son occupant, lui conférant ainsi une valeur d'exception.

### Océanie
L'art d'Océanie comprend les productions, anciennes ou contemporaines, des peuples de Mélanésie, de Micronésie, de Polynésie, ainsi que celles des peuples traditionnels d’Australie et de Nouvelle-Zélande et d'autres îles du Pacifique. En revanche, on ne classe pas dans cette catégorie les productions des artistes australiens et néo-zélandais d'origine occidentale.
Son histoire débute lorsque la première vague de migrants, venus d'Asie du Sud-Est, s'installe en Australie et en Nouvelle-Guinée, il y a probablement environ 50 000 ans. Les plus anciennes œuvres d'art qu'on ait retrouvées d'eux sont des figures de pierre, des mortiers et des pilons ornés de motifs zoomorphes mêlés à des figures anthropomorphes.
Vers 1500 av. J.-C. apparaît la civilisation Lapita (du nom d'un site archéologique de Nouvelle-Calédonie). Il s'agit d'une civilisation originale, notamment pour ses décors à poterie, qui semble être apparue sur les îles Bismarck, au Nord-Est de la Nouvelle-Guinée. Elle est associée aux peuples austronésiens qui allaient conquérir l'Océanie éloignée à partir de l'Océanie proche, à l'origine du groupe linguistique océanien. Plusieurs centaines de sites archéologiques lapita ont été retrouvés dans une aire allant de la Nouvelle-Guinée jusqu'aux îles Samoa (archipel de Bismarck, îles Salomon, Vanuatu, Nouvelle-Calédonie, Fidji, Tonga, Samoa, Wallis-et-Futuna).

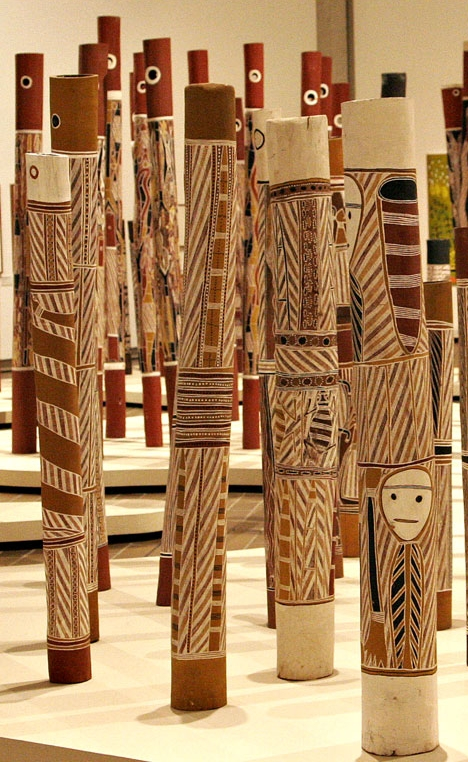
Urnes funéraires aborigène (hollow log tombs) du National Museum of Australia.

Dans chaque archipel, cette culture s’est adaptée à son milieu particulier et a connu son évolution propre, mais elle n'a pas perdu pour autant son unité. L'ensemble des îles du Pacifique a ainsi conservé une certaine homogénéité culturelle.

#### En Australie

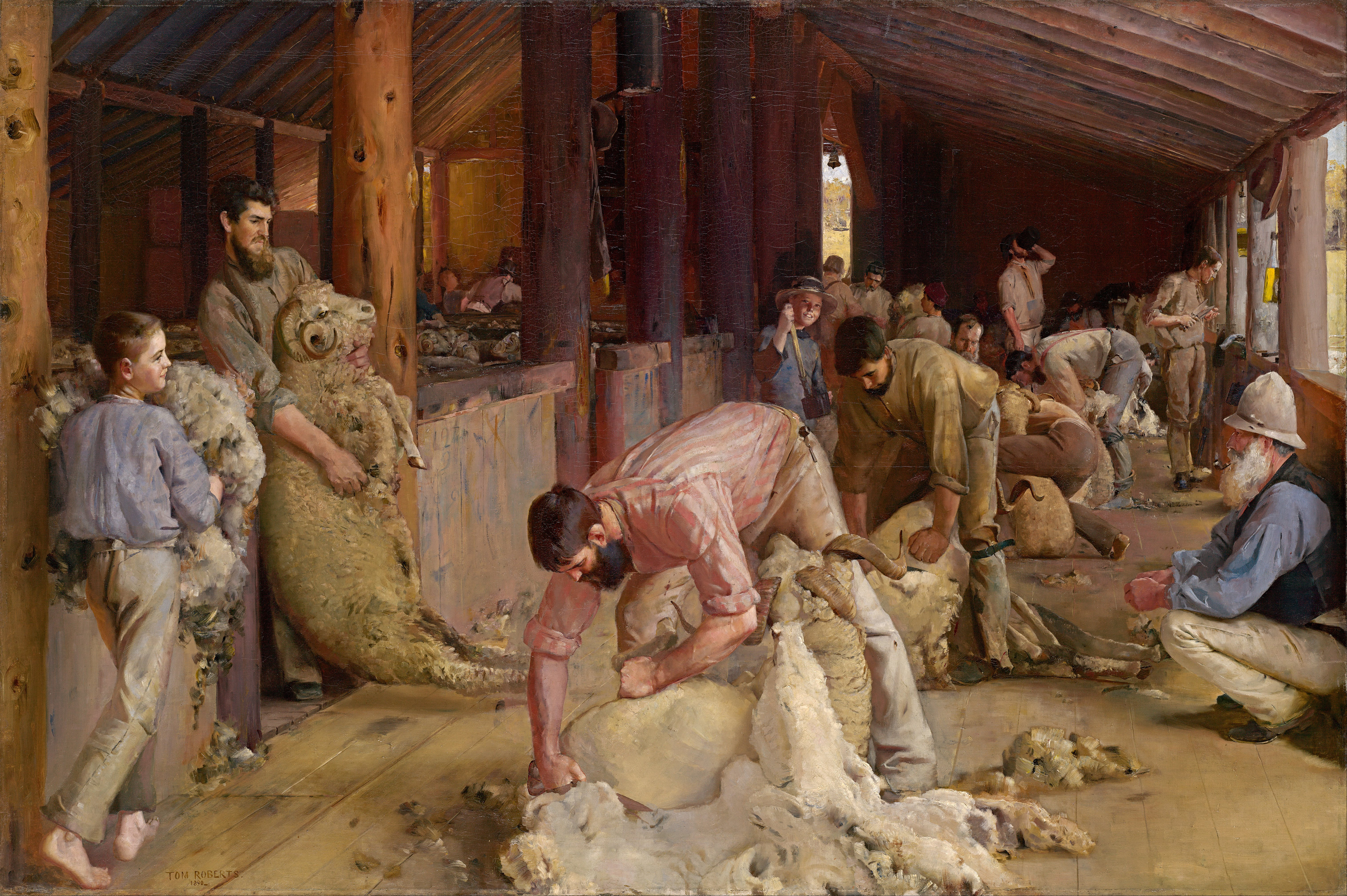
Shearing the Rams, par Tom Roberts du Heidelberg School.

Les Aborigènes sont de remarquables peintres, sur écorce dans le nord des Territoires du Nord, sur tissu et toile dans la partie centrale du désert. Actuellement reconnu comme beaux-arts, aussi bien qu'être utilitaire et décoratif, on pense que l'art indigène australien est la tradition continue la plus ancienne de l'art dans le monde. Les exemples les plus anciens de l'expression artistique ont lieu plus de 30 000 années.
Il y a trois modèles régionaux d'Art des Aborigènes d'Australie. Premièrement : figures géométriques gravées, telles que des cercles, des cercles concentriques, des arcs, des voies animales et des points - en Australie centrale, en Tasmanie, le Kimberleys, et Victoria. Le deuxième est le modèle figuratif simple des silhouettes peintes ou gravées qui sont trouvées au Queensland. La troisième forme est les peintures figuratives complexes, telles que l'art de rayon X, qui montre les organes internes des humains et des animaux. Ce sont communs à la région du terre d'Arnhem.
Les dessins et figures qu'ils peignent ont tous une signification bien particulière liée à la mythologie du rêve et pouvant être assimilés à une forme d'écriture. À l'exception des peintures rupestres, la plupart des œuvres aborigènes étaient éphémères : peintures corporelles, dessins sur le sable, peintures végétales au sol.
À partir des années 1970, les Aborigènes ont abordé la peinture acrylique sur toile. Les œuvres aborigènes évoquent souvent le temps du rêve qui relate le mythe de la Création selon leur culture. Ce mouvement d'art - le Western Desert Art Movement - est devenu l'un des mouvements d'art les plus significatifs du XXe siècle. En 2007, le tableau d'Emily Kame Kngwarreye, Earth's Creation s'est vendu pour l'équivalent de 671 000 euros.
Des exemples d'Art rupestre peuvent être trouvés dans les parcs publics et même dans les villes principales : comme au parc national Ku-ring-gai Chase à Sydney. Les Parcs nationaux d'Uluṟu-Kata Tjuṯa et Kakadu, en Territoire du Nord, sont classés sur la liste de l'UNESCO en tant que patrimoine culturel et présentent une histoire des techniques et du comportement illustrée par des peintures,,.
L'Australie a produit beaucoup d'artistes notables à partir des traditions occidentales et indigènes depuis 1788. Le caractère sacré de la terre est un thème commun trouvé dans les deux histoires d'art. Les origines de l'art occidental australien sont souvent associées à l'école de Heidelberg des années 1880-1890. Des artistes comme Arthur Streeton, Frederick McCubbin et Tom Roberts se sont efforcés de donner une image plus vraie de la lumière en Australie. L’Australie a eu une école de peinture importante dès les premiers jours de la colonisation européenne et possède des peintres de réputation internationale. On peut citer : le surréalisme de Sidney Nolan, Arthur Boyd et Russell Drysdale ; l'avant-garde de Brett Whiteley ; les peintres/sculpteurs William Dobell et Norman Lindsay ; les peintres de paysages Albert Namatjira et Lloyd Rees ainsi que le photographe moderne Max Dupain. Chacun a aidé à définir le caractère des arts visuels australiens.

## Théories de l'art

### Les théories classiques: l'esthétique
La philosophie de l'art désigne à la fois l'intérêt presque constant des philosophes pour l'art depuis l'Antiquité et une discipline plus ou moins conçue comme autonome depuis la fin du XVIIIe siècle. Pour l'historien de la philosophie Michel Blay, il convient de distinguer deux approches de la philosophie de l'Art. D'une part elle recouvre tout le corpus des textes philosophiques qui, depuis l'Antiquité grecque, abordent la question de l'esthétique (de Platon à Kant en somme) ; d'autre part il s'agit de la discipline née avec Schelling au début du XIXe siècle.
L'apport de l'antiquité tourne autour de la notion de « mimésis », avec Platon dans Sophiste, et surtout avec Aristote, dans sa Poétique. La mimésis est selon lui l'art de représenter la réalité; l'Art serait donc représentation du réel et du Beau. Cependant, c'est avec la mise à l'écart du concept de mimésis que « la première théorie de l'art comme activité du génie émerge chez Kant ». En plus de distinguer les différents arts, Kant permet de déplacer le principe intime du caractère artistique vers le pôle de la réception, l'assimilant à l'idée esthétique en tant qu'expression de l'entendement et de l'imagination.
Dans son cours intitulé Philosophie de l'art (1802-1803), Schelling rejette le nom d'esthétique et annonce que seule la philosophie est à même de développer une « vraie science de l'art ». Un autre grand nom concernant la philosophie de l'art est celui d'Hegel, qui, dans son Esthétique (1828-1829) montre que le but de cette discipline est le Beau et l'Art, entendus comme distincts de la religion et de la philosophie. La période moderne est dominée par deux courants majeurs. Le premier, représenté par Adorno pose la question de l'autonomie de l'art, notamment vis-à-vis du social. Theodor W. Adorno, héritier de la pensée de Karl Marx, conclut que sans le social l'art ne peut exister. Le second courant est celui de l'esthétique analytique. Il pose le problème de la définition de l'art. Les usages du mot sont analysés par Ludwig Wittgenstein alors que son fonctionnement comme pratique est étudié par Nelson Goodman.
Le début du XVIIIe siècle voit l'émergence d'une conscience de l'art, comme le siècle précédent avait révélé la conscience du sujet. Née de la modernité philosophique, l'esthétique reste une discipline philosophique qui malgré ses tentatives ne s'est pas émancipée en science de l'art. Ce n'est que par simplification qu'on s'accorde à dire que l'esthétique (philosophie des sens et de l'art) est une réflexion sur l'art, car l'objet de cette réflexion n'est pas donné d'avance. De fait ce sont les pratiques artistiques elles-mêmes qui sont devenues réflexives et de nos jours il n'est guère possible de séparer l'œuvre d'art du discours qui la fonde : « esthétique » et « artistique » sont deux adjectifs pratiquement interchangeables[réf. nécessaire].
Cependant, à l'origine du terme, se trouve Alexandre Baumgarten, l'auteur à qui l'esthétique doit son nom, qui avait considéré « l'art esthétique ». Selon son idée, la beauté fournissait l'occasion à la connaissance perceptible de parvenir à son accomplissement parfait : un art du beau était l’équivalent de la théorie bâtie sur la causalité. Une médiation s'effectuait par ce troisième terme, « la beauté », introduit entre art et esthétique.
Tout comme le regard moderne s'est exercé à découvrir un certain art primitif, l'esthétique a découvert des précurseurs chez des auteurs anciens. Par exemple le dialogue de Platon Hippias majeur porte traditionnellement le sous-titre De la beauté et il est devenu un texte canonique de l'esthétique. Alors il n'est guère étonnant de trouver qu'il anticipe certaines questions dont on débat encore de nos jours. Les textes issus des civilisations non européennes peuvent aussi être soumis à une pareille lecture et, de cette manière, on reconstruit aussi, par exemple, une esthétique chinoise ou indienne.
Tant qu'on concevait l'art comme une activité réglée, le besoin d'un système pour juger de ses résultats ne se faisait pas sentir. Ce n'est que rétrospectivement que les divers Arts poétiques écrits depuis l'antiquité sont devenus représentatifs d'une esthétique normative. La Querelle des Anciens et des Modernes montre qu'en fait le caractère conventionnel des normes ou règles était bien perçu. La première ébauche de l'esthétique a été une tentative de naturaliser l'art, et cette tentation reste toujours vivace.

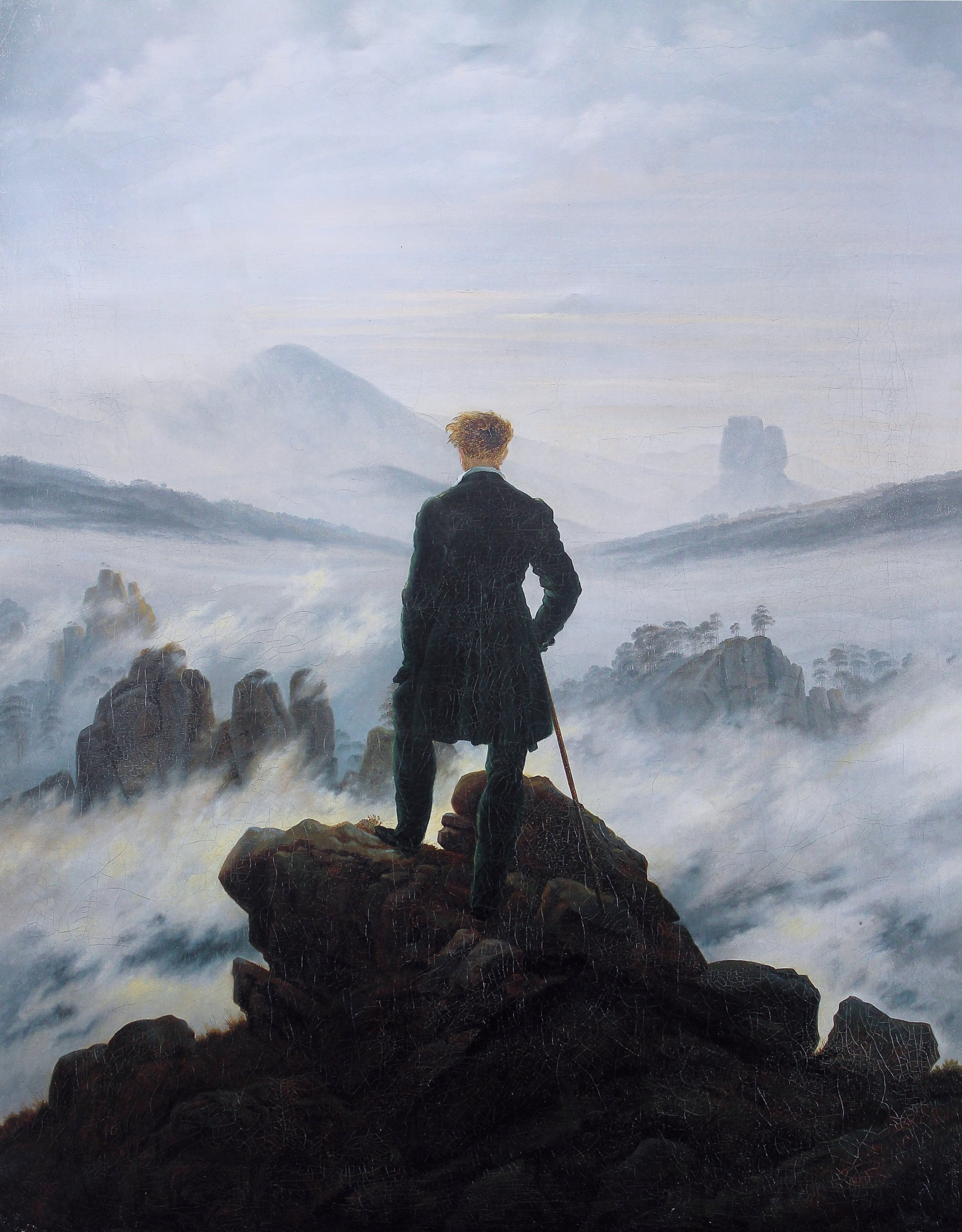
Le Voyageur contemplant une mer de nuages (1818) Caspar David Friedrich.

C'est à Emmanuel Kant que l'on doit la solution de compromis qui, sous une forme ou une autre, est actuellement en cours. Selon son idée originale, « le génie est la disposition innée de l'esprit par laquelle la nature donne les règles à l'art ». Si la beauté, ou plutôt l'idée de beauté, intemporelle et universellement valable, liait l'art au discours qui le concerne, l'innovation (artistique ou esthétique) pose problème. Accepter l'apparition de génies, définis par leur « talent naturel », ouvre la voie au changement ; l'art reste une activité soumise à certaines règles, mais celles-ci peuvent changer. L'esthétique qui était réduite par Baumgarten à la perception se développe en jugement sur le perçu.
Ce jugement ne s'appuie cependant pas sur des concepts définis. Le « Beau » est universel sans concept. C'est dire au fond que c'est l'œuvre géniale qui donne un nouvel aperçu sur le « Beau ». L'œuvre belle n'est pas réductible à un concept, mais constitue une Idée esthétique, qui donne à penser, bien qu'elle soit accessible par l'intuition seulement et qu'elle transcende donc l'entendement. Kant interprète le sentiment esthétique comme le fruit d'un rapport inconceptualisable entre nos facultés, l'intuition, l'imagination et la raison. C'est dire que le « Beau » s'enracine dans l'unité profonde de la personne humaine, à laquelle l'expérience n'a pas accès. De plus, et Hegel le critiquera, Kant accorde un primat du « Beau » naturel sur le Beau artistique. Ou plutôt, le génie humain fait partie de la nature. Edmund Burke puis Kant estiment que la beauté n’est pas l’unique valeur esthétique. On peut lier leur réflexion à l'essor du préromantisme à partir du milieu du XVIIIe siècle. Devant une tempête déchaînée ou une symphonie de Beethoven, c’est le sentiment du sublime, plus que du beau, qui dominerait. Né de la volonté d’exprimer l’inexprimable, le goût du sublime détrône celui du beau que les deux philosophes opposent systématiquement.
De l'approche kantienne, on peut dériver une bonne partie des vues et pratiques artistiques ultérieures. On notera plus particulièrement l'idiosyncrasie de ceux qu'une partie de la société accepte comme grands artistes, la transgression conçue comme acte esthétique ou les manifestes et autres programmes par lesquels les mouvements artistiques modernes s'affirment.
Cette façon de procéder en instaurant un troisième terme, beauté, génie, culture ou autre, entre ce que l'on nomme « art » et ce que l'on appelle « esthétique » parvient tout au plus à différer le problème, car à chaque fois revient la question ; qu'est-ce que la beauté, le génie ou la culture ? Comment s'accorde-t-on sur la validité de la réponse ? Que l'art propose ses œuvres à une esthétique ou que l'esthétique circonscrive le domaine de l'art, il y a là une circularité que l'on évite difficilement sans faire appel aux dimensions historiques et sociales de ces phénomènes.

### Les théories modernes de l'art
Sans que la distinction soit claire, on peut soutenir que les théories de l'art traitent ce sujet d'une manière plus générale que l'esthétique. Par exemple une théorie sociologique de l'art a été proposée par Pierre Bourdieu, une théorie sémiologique par Nelson Goodman, etc. Un même auteur présente parfois les deux approches, par exemple Hegel qui considère l'esthétique dans un cours spécial, tandis que sa philosophie affirme que l'art est une forme en déperdition.

Le projet inachevé de Theodor W. Adorno est paru sous le titre Théorie esthétique. Un point de distinction utile est qu'une esthétique peut être normative, ce qu'une théorie ne saurait être. L'énigme de l'art, qui est son propre, se retrouve aujourd'hui être également l'objet d'étude de celui-ci à l'époque contemporaine : 

« Toutes les œuvres d'art, et l'art en général sont des énigmes. Le fait que les œuvres disent quelque chose et en même temps le cachent, place le caractère énigmatique sous l'aspect du langage. (...) L'exemple typique de cela c'est celui, avant tous les autres arts, de la musique, qui est à la fois énigme et chose très évidente. Il n'y a pas à résoudre, il s'agit seulement de déchiffrer sa structure. Mais le caractère énigmatique ne constitue pas le dernier mot des œuvres; au contraire, toute œuvre authentique propose également la solution de son énigme insoluble. »

Le seul point sur lequel les théories de l'art s'accordent est qu'il s'agit d'un fait humain, et d'une pratique sociale. Deux grandes alternatives sont possibles selon qu'on accorde à cette pratique un rôle subordonné ou autonome. Envisager la subordination est une approche réductionniste; elle propose généralement une vue de l'art comme communication - représentation ou expression. Dans l'autonomie, que l'on compare à celle des jeux, l'art se propose comme « activité autotélique », c'est-à-dire sans autre but que lui-même, ce que résume la célèbre formule de « l'art pour l'art ». Les artistes et ceux qui gravitent autour de l'art ont de bonnes raisons pour défendre des conceptions de ce type et leurs stratégies théoriques ont souvent recours à une des deux options opposées : renvoyer à une ontologie propre - l'art serait lié à l'aspect spécifique de l'être - ou, paradoxalement, se faire nominaliste en insistant qu'il y a des œuvres d'art, mais non « de l'art ». Les réductionnismes, issus principalement d'autres milieux, tiennent généralement que c'est par exagération qu'on arrive à ces vues-limites.
Parmi les philosophes contemporains, Martin Heidegger dit se mettre à l'écoute de l'art et des artistes pour se laisser dire quelque chose de leur énigme. Ce faisant il s'est orienté dans une méditation sur « L'Origine de l'œuvre d'art », qui n'est pas à comprendre comme une recherche dans le passé mais comme l'affirmation que l'art est lui-même origine et création du monde. Ce travail va de pair avec une destruction de toute la tradition.
Pour Guy Debord, la société capitaliste de consommation est devenue au XXe siècle une société de la publicité, de l'image et de la représentation qu'il appelle la société du spectacle. L'artiste y a un rôle particulier; il peut soit contribuer à la prolifération infinie et aliénante de nouvelles images, perpétuant de fait activement le modèle, soit se situer en porte-à-faux par une attitude critique.

#### Une forme d'interaction et d'échange

Calligraphie animée.

Aujourd'hui, l’art établit une relation qui permet d’englober dans une même interaction, dans un même échange, une œuvre, son créateur et le récepteur, le destinataire de cette œuvre (spectateur, auditeur, etc.). Les différentes formes que peuvent revêtir cette médiation concrétisent certaines relations entre l’homme et la nature, c’est-à-dire entre un esprit humain et son environnement. Une pensée à la fois consciente et inconsciente, individuelle et collective, un esprit libre et imaginatif communique avec le monde extérieur. Hegel, dans ses Leçons sur l'esthétique, a tenté de définir la transcendance de cette relation en posant a priori, que : « Le beau artistique est plus élevé que le beau dans la nature [puisqu’il] dégage des formes illusoires et mensongères de ce monde imparfait et instable la vérité contenue dans les apparences, pour la doter d’une réalité plus haute créée par l’esprit lui-même. »
Chercher la vérité derrière l’apparence. Peut-on envisager finalité plus captivante ? L’art devient alors le prolongement de l’action. Cette philosophie de l’action, développée notamment par Hannah Arendt, émerge quand le geste artistique devient l’expérience d’une relation particulière. Aussi l’art ne cherche-t-il pas à imiter ou à reproduire, mais à traduire une réalité métasensible. Il peut alors faire poindre le spirituel dans le champ de l’expérience commune.

#### La forme comme dynamisme du sensible

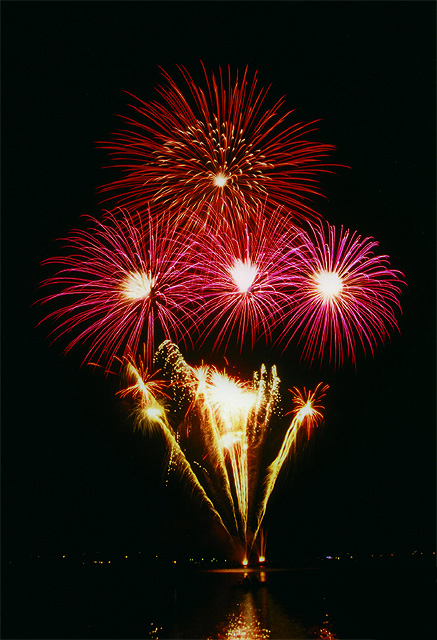
Feu d'artifice à Hambourg.

En art du moins, la forme n'est donc pas un principe étranger au contenu, et qui y serait imprimé du dehors, mais la loi de son développement, devenue transparente. Elle n'est pas pensée par le spectateur, ce qui voudrait dire qu'elle est de l'ordre du concept, et donc étrangère à la perception proprement dite, qu'elle ne se donne pas à voir.
Paul Valéry pouvait écrire que « la belle architecture tient de la plante. La loi de croissance doit se sentir. De même la loi de ménagement des ouvertures. – Une fenêtre ne doit pas être un trou percé comme par un vilebrequin dans une planche, mais être comme l'aboutissement de lois internes, comme la muqueuse et les modelés des orifices naturels ».
Avant d'être transcrite dans la notation, la mélodie existe comme déploiement même du son, exploitation de certaines possibilités insoupçonnées de ce matériau. La couleur ne remplit pas l'espace impressionniste, mais en est la vibration. La poésie ne consiste pas à imposer à la langue une signification préétablie ni à produire des bouts-rimés. Elle laisse plutôt la parole aux mots eux-mêmes, comme si elle n'était le discours de personne. Il s'agit de révéler un mouvement inhérent à une dimension sensible du monde. L'art donne à voir comment le sensible s'engendre : le regard du peintre demande à la lumière, aux ombres, à la couleur « Comment ils s'y prennent pour faire qu'il y ait soudain quelque chose, et cette chose ? » (L'œil et l'esprit, Maurice Merleau-Ponty).

## Les grands thèmes de réflexion sur l'art

### Art et attention au sensible

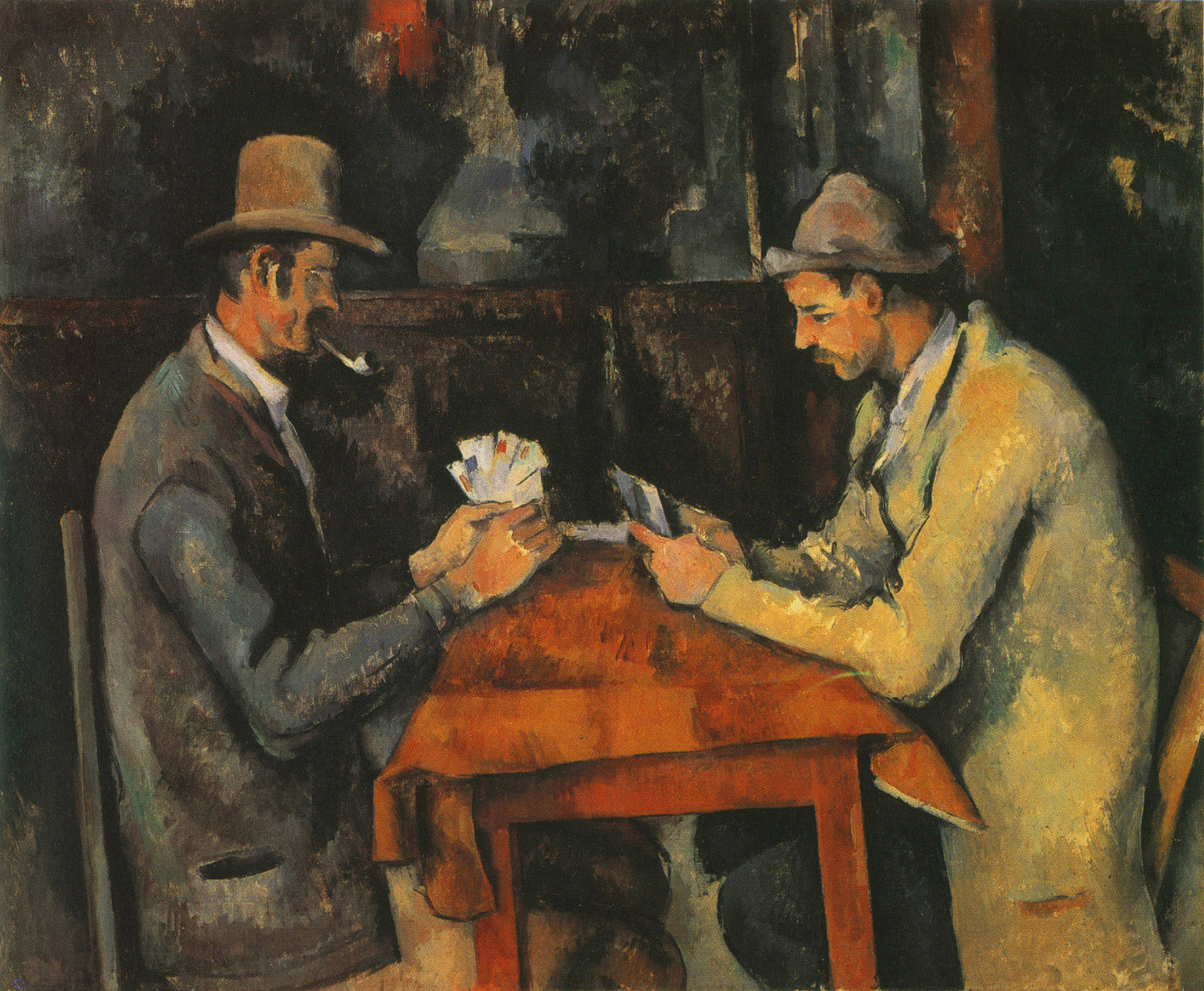
Paul Cézanne
Les Joueurs de cartes 1892-95.

L'art ne se contente donc pas de copier la nature. Pour autant, il ne se détourne pas d'elle, mais remonte jusqu'à la source. Dans la peinture de Cézanne, rappelle Merleau-Ponty, il ne s'agit jamais de la couleur en tant que simulacre des couleurs de la nature, mais de la dimension de couleur, où notre cerveau et l'univers se rejoignent. L'artiste est sensuel, il aime saisir la personnalité propre, le visage des choses et des matières, comme le petit morceau de mur jaune dont parle Proust à propos de Vermeer.
C'est justement parce que la nature morte n'est pas la pomme, mais la représentation de la pomme, que pour la première fois je puis la voir au lieu de la penser ou de la croquer, considérer son aspect, et non son essence ou son utilité. C'est en ce sens que l'art déréalise son objet, comme le souligne Jean-Paul Sartre, à la suite de Kant. La mer est pour le peintre impressionniste une surface colorée, une apparence, et non le milieu de vie des organismes marins. Dans Qu'est-ce que la littérature ?, le même Sartre peut, sans contradiction, montrer que c'est la poésie qui constitue pour la première fois le mot en objet, en chose, quand il n'était auparavant qu'un organe d'exploration du monde, comme les antennes des insectes.
C'est que « l'art de voir (au sens dessin et peinture) est opposé au voir qui reconnaît les objets » (Paul Valéry). Le visible est sensuel, lui aussi : tenu ainsi à distance, il brille pourtant des feux de nos propres désirs.
Être attentif au sensible, c'est encore, comme nous y invite Henri Focillon dans sa Vie des formes (1934), étudier les possibilités propres d'un matériau, comme le bois, la pierre, le fil d'encre en calligraphie. Prenons pourtant ici le mot « matériau » en un sens plus large : l'architecture gothique est tout autant faite de lumière, ou de verticalité, que de pierre. D'un point de vue esthétique, le temps et l'espace eux-mêmes sont l'étoffe de l'expérience, comme une langue celle de la pensée. Ce ne sont pas seulement des formes abstraites. Et, certes, l'art ne se contente pas d'explorer les soubassements de l'expérience sensible, il tire de la connaissance intime de cette logique, ou de cette géométrie, des structures et des effets insoupçonnés d'abord.

### Arts et représentations

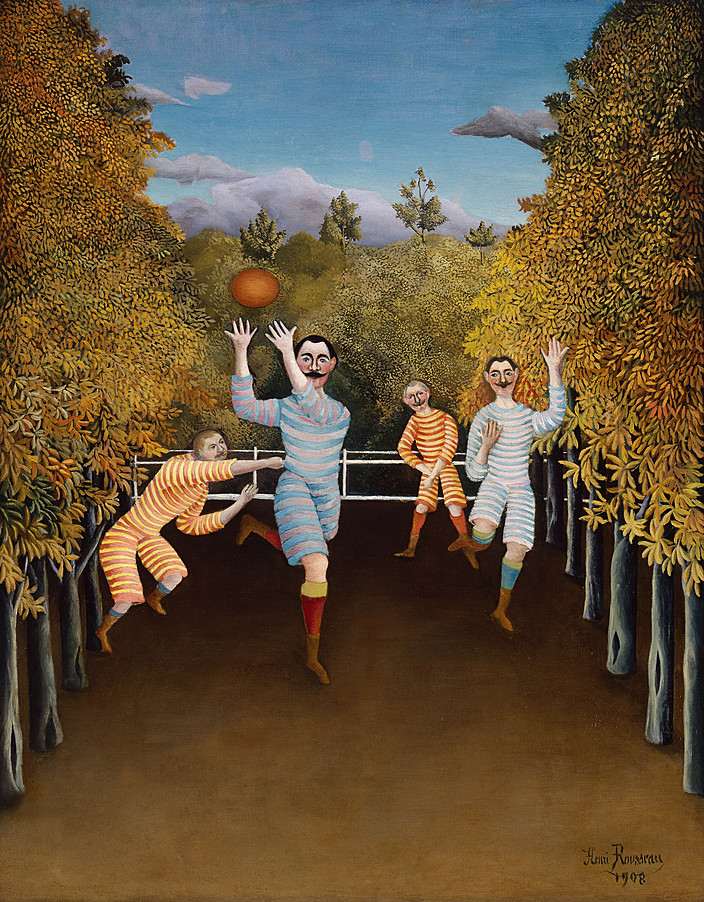
Henri Rousseau
Les Joueurs de football.

La notion de « représentation » dépend de la question que l'on se pose au début de la problématique et au commencement de l'art lui-même. Elle prend un sens tout particulier si l'on veut saisir le sens de l'œuvre d'art, et son rapport à la beauté. L'œuvre de l'art est une forme de « re-présentation », c’est-à-dire qu'elle présente autrement la réalité de l'univers. L'œuvre d'art ne vit pas de son rapport plus ou moins adéquat au réel, mais des affects qu'elle produit ; par exemple, les toiles de Munch ne représentent pas une forme de tristesse, mais produisent un sentiment, une émotion, qui pour certains s'appelle la tristesse, pour d'autres l'abomination. C'est peut-être parce qu'elle est productrice d'affects, et qu'elle est à elle seule un « univers », que l'œuvre d'art est belle (l'art contemporain est beau quand on a accroché à l'initiation que l'artiste cherche à nous procurer). Ou alors, comme le fait Arthur Danto, il faut écarter la beauté qui, pour les anciens n'était qu'un critère de conformité de l'œuvre aux jugements esthétique. C'est ce qu'il explique, à travers l’analyse de certaines œuvres contemporaines.
C'est la grande difficulté des arts de notre époque : ils sont souvent liés par des directions intellectuelles et des expérimentations qui ne peuvent pas être lisibles directement et sans connaissance de leur genèse : ce sont des friches de découvertes qui deviendront peut-être de vraies œuvres aux yeux des machines humanisées (post-futurisme).
Jamais une œuvre jeune n'est comprise sans avoir assimilé sa généalogie. Cependant on remarquera que le terme d'« art » est trop couramment appliqué à toute médiatisation spectaculaire, et cela à son détriment.
Les médiations artistiques dépassent et transcendent tous les problèmes de la connaissance du monde. L’étude des phénomènes physiques et l’évolution des technologies y jouent un rôle important, puisqu’elles influencent souvent les outils de création. Une expérimentation artistique, parallèle à l’expérimentation scientifique, vient ainsi fonder l’élaboration d’une nouvelle esthétique, soutenue par la place croissante des techniques dans la vie quotidienne.
L'art pourrait donc servir à reproduire des concepts éternels conçus ou imaginés par la seule contemplation. L'origine de l'art provient bien de la connaissance des idées et des choses, mais transcende cette connaissance pour la présenter autrement, devenant de ce fait représentation. Si tant est que l'art se fixe des objectifs (ce qui va bien sûr contre sa nature), un des buts marquants de l'art serait donc de communiquer la connaissance profonde acquise non seulement par les sens, mais aussi par l'esprit. L'art de pure imitation sera toujours très loin du vrai : l'œuvre ne peut être aussi belle que la chose réelle ; elle est d'un autre ordre, et n'en saisira jamais qu'une toute petite partie. L'imitation de la nature ne traduit jamais son niveau de beauté, cependant que la représentation artistique dévoile un absolu propre à l'artiste, une vérité de notre espace naturel et inimitable puisque personnel.

### Imitation et représentation

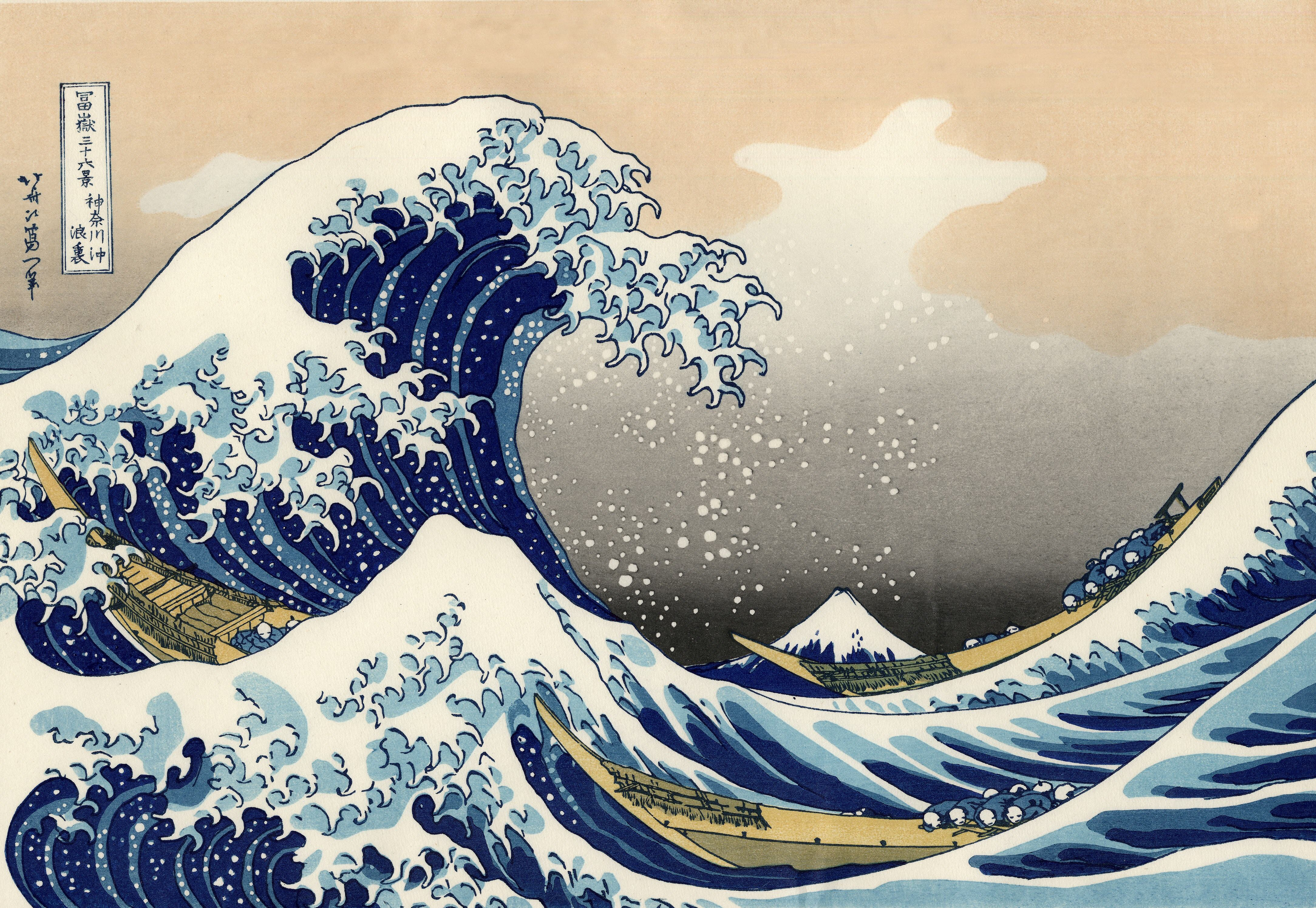
La Grande Vague de Kanagawa.

Mais cette production n'est pas obligatoirement de nature volontaire. Contrairement aux autres productions humaines, l'acte de création se situe le plus souvent hors du champ de la conscience. Il nous permet d'accéder à une communication du spirituel, de l'universel, de l'intemporel. Nietzsche pense également que l'art doit servir à masquer ou à embellir tout ce qui est laid dans la nature humaine. Pourtant, aujourd'hui, certains arts nés de la modernité, tel le cinéma, cherchent autant à embellir la nature humaine, qu'à mettre en évidence toute sa noirceur dans l'espoir peut être d'en extraire les germes de l'incompréhension et de l'intolérance.
Le cinéma, en limite de l'art, donne à voir des crédibilités quotidiennes, qui mettent à jour, comme le roman, mais en plus restreint, une expérience humaine que nous ne saurions découvrir autrement.
Cette logique conduit l’art vers une nécessité, vécue de l’intérieur par l'artiste. La musique, plus que « l’art d’organiser les sons » reflète l’expression d’une entité sonore « autre », d’une forme irréelle et non conceptualisable de la communication ; elle est une imagination totale, qui réunit à la fois de nouvelles représentations et une conception neuve de leur construction. Comme les autres arts, elle exprime le rationnel et l'irrationnel, mais en s'écartant du mythe ou de la magie.
Tous les processus créatifs opèrent, par l’esprit même qui les guide, une catharsis qui garantit un dépassement des limites posées à la connaissance du monde. La symbiose sensorielle qui nourrit l’action créatrice n’est que la forme élémentaire de la représentation qui infère l’imaginaire.

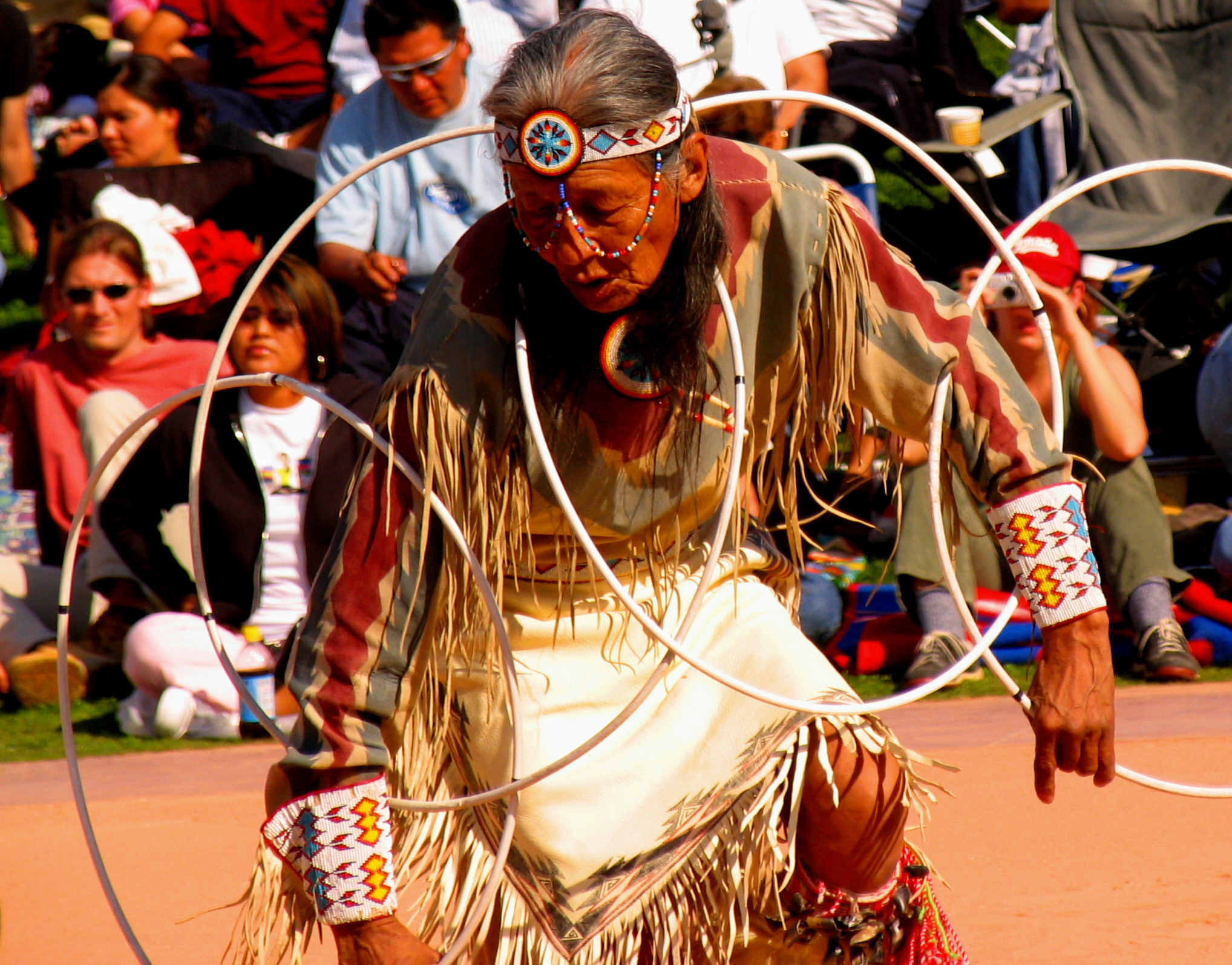
Danse autochtone

En tant qu’approche différente, plus tournée vers l’esprit que vers la pensée, l’art doit inéluctablement déboucher sur le prolongement de l’œuvre d’une nature dominatrice et confinée à des transformations évolutionnistes. Tentant de s’affranchir de ces limites de la pensée humaine, l’art retrouve la substance spirituelle, quasi mystique, quasi magique, de la création. Cette volonté d’apaiser notre soif de connaissance n’est pas obligatoirement malsaine. Mythe et magie ne sont pas foncièrement des échappatoires aux manques de rationalité des événements qui nous entourent, même s’ils sont, pour certains, des aveux de faiblesse, des limitations transfigurées.
Ils peuvent parfois marquer aussi la recherche d’une spiritualité absente. L’art en revanche est lui toujours une nécessité d’exprimer le monde de cette façon-là. Il ne cherche pas à remplacer la réalité par une autre entité de meilleure consistance ; il ne cherche pas non plus à transgresser des limites inhérentes à notre nature, mais il cherche à les transcender. L’art cherche à utiliser le monde des sens pour pénétrer dans un monde de l’esprit, ou peut-être même dans celui de l’âme. Ce faisant, l’art cherche l’immanent derrière le permanent. Il essaye de prouver que le potentiel humain ne se réduit pas à la transformation, mais qu’il a conquis la dimension de la création.

## Sources